# Conjunto histórico de Segorbe
El Conjunto histórico de Segorbe está formado por el conjunto de construcciones que se ubican dentro de la muralla que lo circunda, desde el Castillo de la Estrella, pasando por el antiguo convento de los mercedarios, la Plaza de la Cueva Santa, la Calle Colón, la carretera de Aragón hasta la Torre del Botxi, para continuar luego por el lado norte hasta el Castillo de la Estrella, en la comarca del Alto Palancia, provincia de Castellón, España, y está catalogado, como Bien de Interés Cultural, con anotación ministerial, R-I-53-0000565, y fecha de anotación 24 de septiembre de 2002, según datos de la Dirección General de Patrimonio Artístico de la Generalidad Valenciana.

## Historia
La ubicación de Segorbe es desde el punto de vista geográfico muy estratégica, ya que se sitúa entre dos cerros que dominan la zona. Es por esta razón por la cual la localidad ha estado habitada desde la prehistoria, hasta nuestros días, sucediéndose diversas civilizaciones, desde los íberos, destacando la época romana, visigoda, musulmana y así su relevancia como cabeza eclesiástica de su diócesis, que repercute a su vez en las edificaciones del núcleo poblacional. Sus monumentos son muy variados y está incluida en el recorrido turístico cultural del "Camino del Cid", el cual sigue las huellas de Rodrigo Díaz de Vivar a través del poema épico el Cantar de mío Cid.
Así, como resumen podemos decir que los primeros asentamientos humanos de Segorbe se deben a la época Neolítica. También está documentada, por las excavaciones arqueológicas realizadas, la existencia de población prehistórica en el Puntal del Nabo o Pico del Nabo, al norte de Segorbe, en la conocida como partida de Rascaña; en la Edad del Bronce.
Durante la dominación romana el núcleo poblacional debió cobrar cierta importancia según muestran los importantes restos arqueológicos, que se han ido encontrando. De hecho hay historiadores que consideran que Segorbe es la antigua y famosa ciudad romana de Segóbriga, pese a que otros consideran que esta es la situada en Saelices, Cuenca. Basan esta teoría, en que en esta ciudad se restableció el obispado hispano visigodo de este nombre, históricamente conocido desde el tercer concilio de Toledo del año 589, a pesar de que en el año 1176 tuvo sede provisional en Albarracín, mientras Segorbe continuaba bajo el dominio musulmán, época en la que también tuvo cierto esplendor; y más tarde durante la residencia en la población del convertido Zayd Abu Zayd, cuando vuelve a ser sede episcopal sustituyendo a la hasta entonces sede provisional de Albarracín. Pese a que pasó a ser propiedad de diversos nobles a lo largo de su historia, la mayor parte de ella perteneció a la misma Corona de Aragón. El esplendor de la población como núcleo fortificado irá decayendo a lo largo de la Edad Media, recobrando importancia durante el siglo XIX debido a las constantes Guerras Carlistas que tienen lugar y que hacen de Segorbe, por su situación estratégica y por poseer fortificaciones, una zona de defensa y combate importante. Tras este período bélico, la población tan sólo conservará su importancia eclesiástica al seguir siendo sede episcopal, la conocida como Diócesis de Segorbe-Castellón.

## Descripción
Según información proporcionada por el BOE, en su declaración de Conjunto Histórico a la población de Segorbe, la definición literal de la delimitación del Conjunto Histórico de Segorbe se origina en la intersección del eje de la calle Esperanza con la prolongación de la medianera entre las parcelas números 23 y 24 de la manzana catastral número 46463, punto A; siguiendo el sentido antihorario, la línea delimitadora iría desde el origen la línea se introduce en la manzana catastral número 46463 por la medianera entre las parcelas 24 y 23, atravesando las parcelas números 27 y 28 de esta manzana. Cruza la calle Muralla y recorre la medianera entre las parcelas números 66 y 1 de la manzana número 47452 y prosigue por las traseras de las parcelas números 1, 2, 3 y 11 y la medianera entre las parcelas número 15 y 16 de esta manzana. Cruza la calle Castellanos y recorre la medianera entre las parcelas 21, 22 y 26. La línea cruza la calle Pontífice y cruza la manzana número 47454 entre las parcelas números 6 y 7 y 11 y 12. Recorre el eje de la calle Santiago Martín Báguena hasta introducirse en la manzana número 48456 y recorrer las traseras de las parcelas de la misma recayentes a la plaza del Agua Limpia. Cruza la calle Guimerá, continúa por el eje de la calle de la Paz y cruza la manzana número 48442 entre las parcelas 4 y 5. Prosigue por las traseras de las parcelas números 10, 11 y 12 de la manzana número 48431. Cruza la calle José Escrig y envuelve las parcelas números 24 y 25 de la manzana 48433. Cruza la calle Marcelino Blanco y recorre la trasera del Ayuntamiento y las medianeras entre las parcelas 4 y 29 y 5 y 28 y las traseras de las parcelas números 5, 7, 8, 9 10, 11, 12, 13 y la medianera entre las parcelas 13 y 14. Prosigue por el eje de la calle Valencia y por el eje de la calle José Jimeno. Cruza la manzana número 52411 entre las parcelas 38 y 39 y recorre el eje de la calle Torrejón y cruza la calle Castellnovo. Recorre las traseras de las parcelas números 1, 4, 7, 11 de la manzana número 53453 ; atraviesa la manzana número 29 y prosigue por las traseras de las parcelas de esta manzana recayentes a la calle Cervantes y a la calle Peñalba. Cruza el camino Canteros y envuelve las parcelas número 8, 9, 10, 1 y parte de la parcela número 13, de la manzana número 54480. Cruza el camino de Segorbe a Vall de Uxó. Se introduce en la manzana número 52495, recorriendo la medianera entre las parcelas números 03 y 13, atraviesa la parcela número 22, y las medianeras entre las parcelas números 14 y 22 y 23 y 22 y 20 y 21. Envuelve el paseo Sopena y la calle Argén. Incorpora las edificaciones de las parcelas números 5, 6, 7, 8, 9, 10 y 11 de la manzana número 47476 hasta el punto de origen A.
No podemos perder de vista a la hora de describir este núcleo histórico que cada época y cada estamento ha ido dejando en las construcciones que elevaba en la ciudad su huella, y es esto lo que le da la configuración a la que ha llegado actualmente.
La casa común responde a la tipología corriente de la comarca, consistente en casas que se apiñan, de forma compacta, en las calles estrechas y tortuosas en las que abundan cuestas. De dan lugar a con pequeñas plazas y rincones tranquilos. Las casas suelen ser unifamiliares, de dos o tres alturas, según las zonas. La fábrica de mampostería, enlucidas utilizando tonos claros entre los que destaca el uso mayoritario del color blanco. Normalmente la cubierta es de teja árabe, presentando aleros ligeramente salientes, así como pequeñas zonas aterrazadas que son utilizadas para diversos usos, entre ellos como solárium, que en las zonas de crecimiento del siglo XIX al XX se sitúan en la parte delantera, manteniendo el alero y sobreponiendo una barandilla o antepecho. Otra característica de este tipo de construcción es la existencia de un número considerable de balcones generalmente con antepecho de hierro. Por su parte, en la zona comercial se dan también miradores de primeros de este siglo.

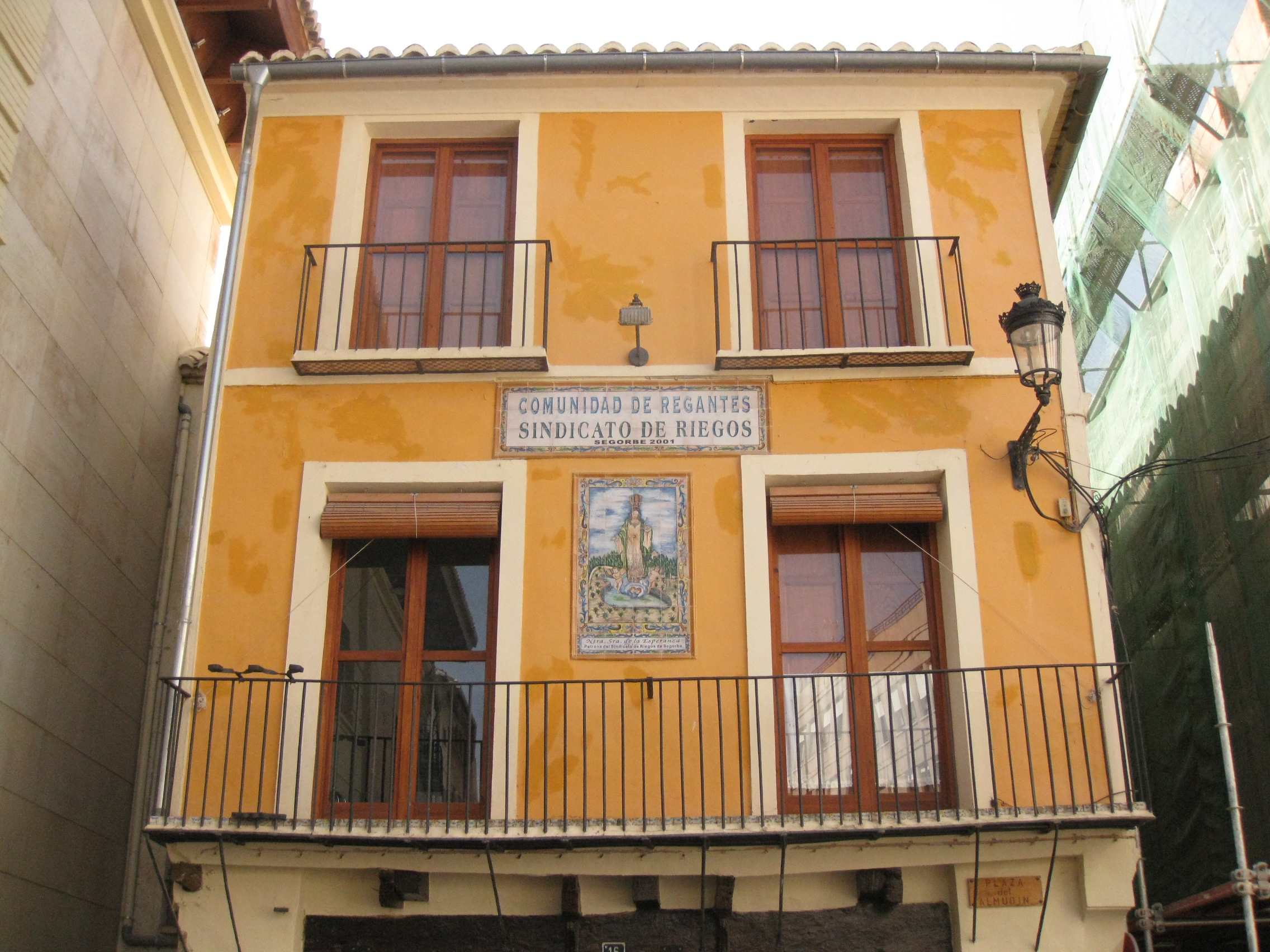
Sindicato de Riegos en la plaza del Almudín.
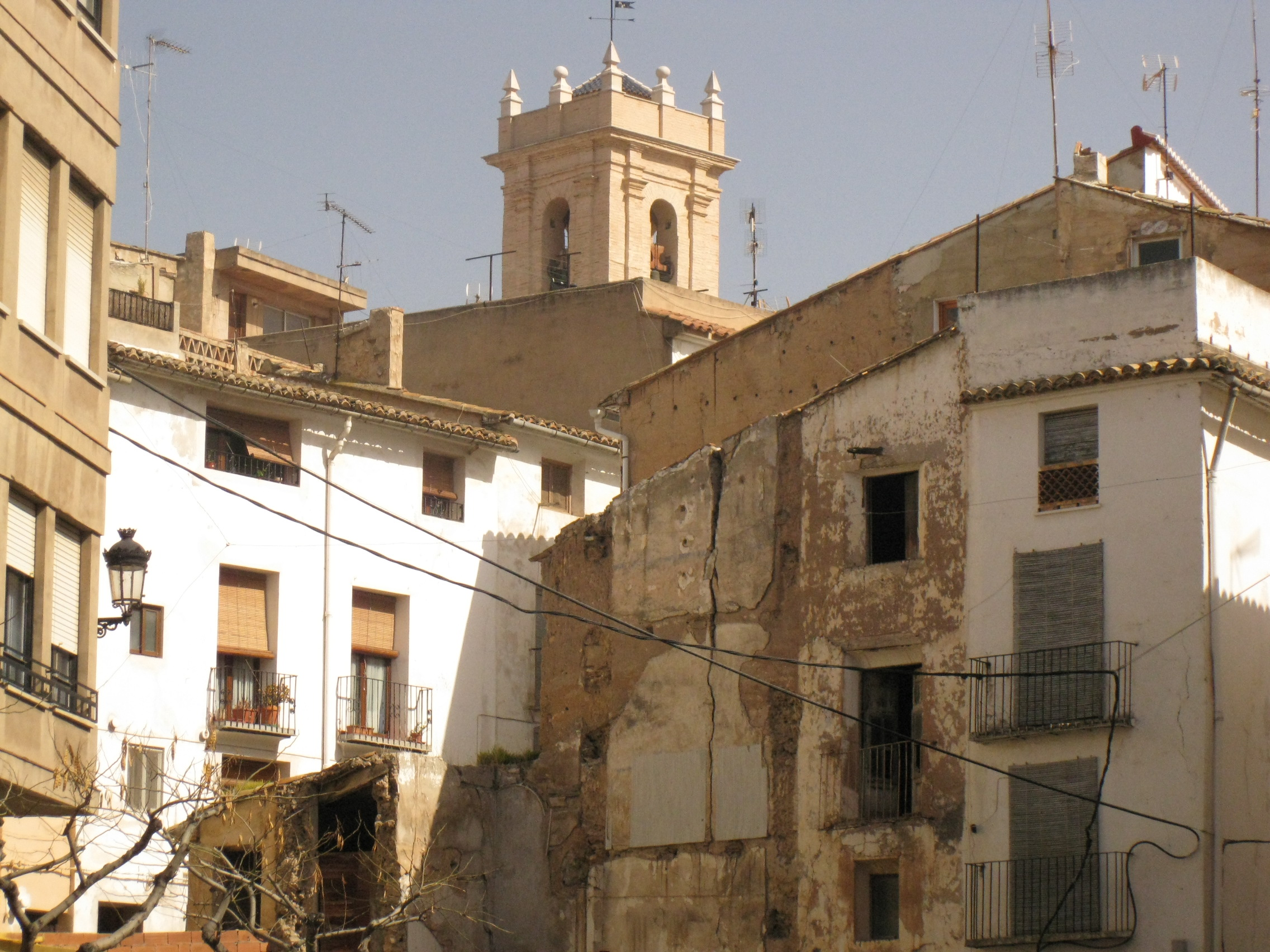
Plaza del Almudín.
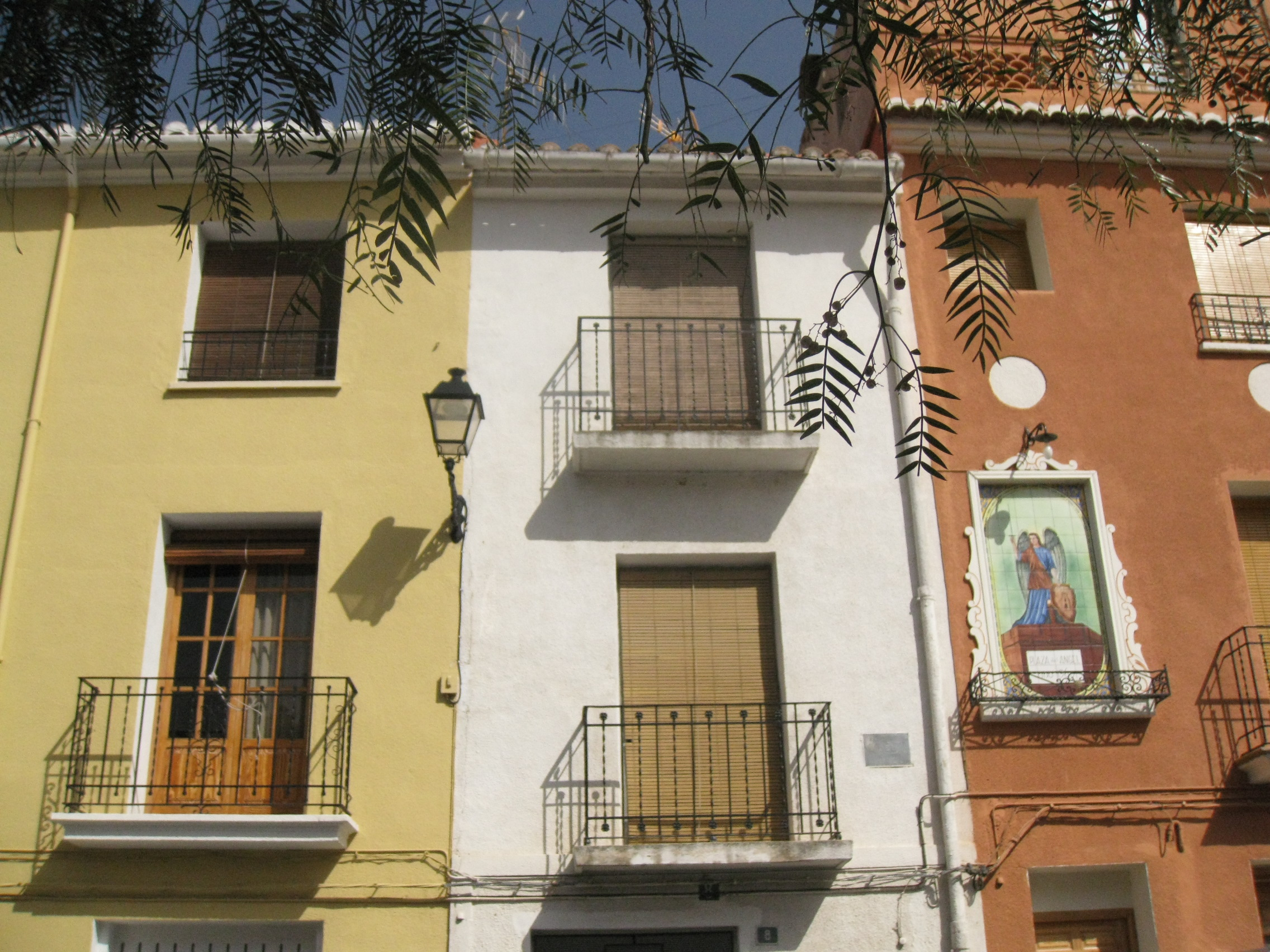
Edificios de la plaza del Ángel.
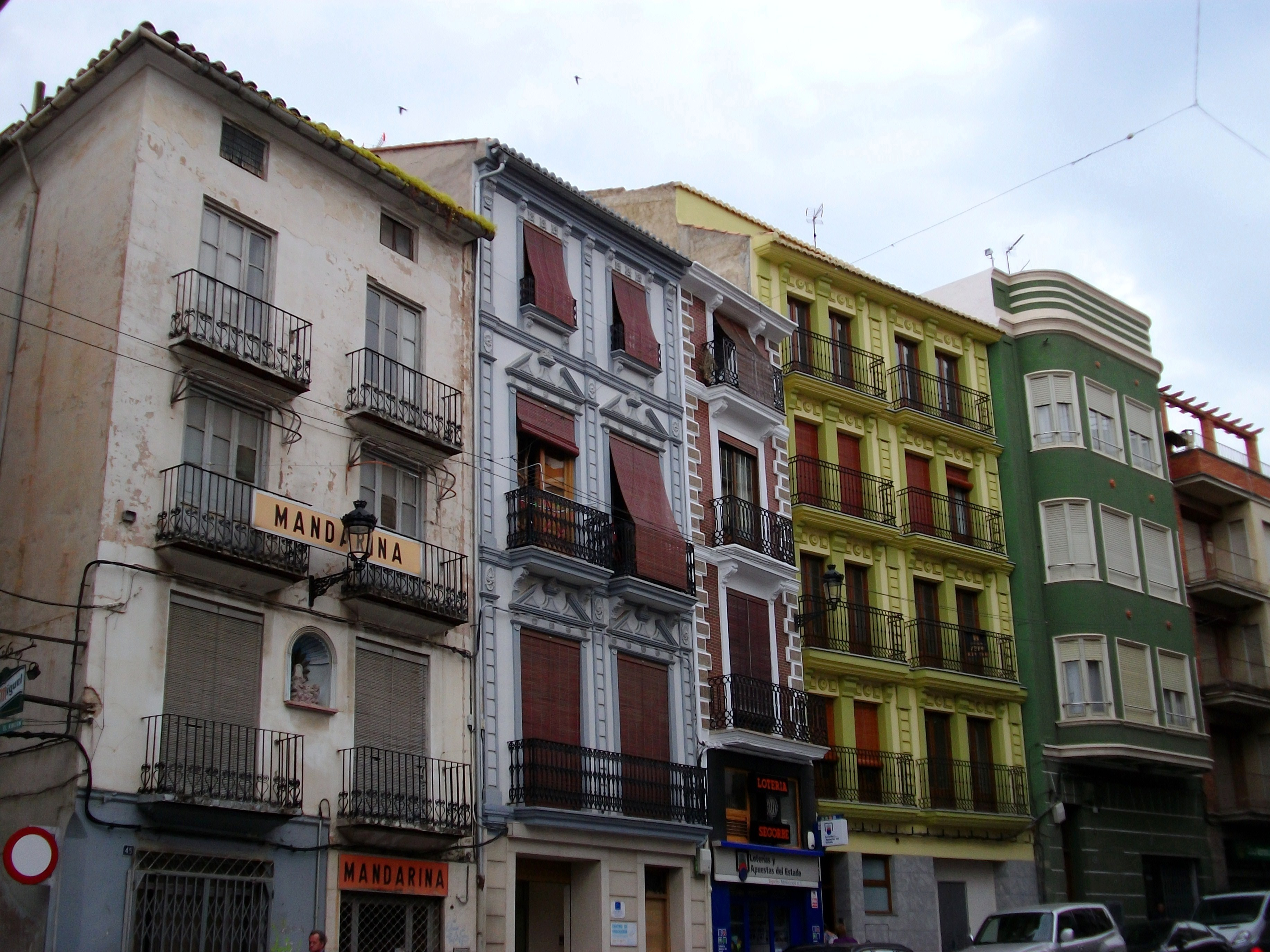
Edificios de la calle Colón.
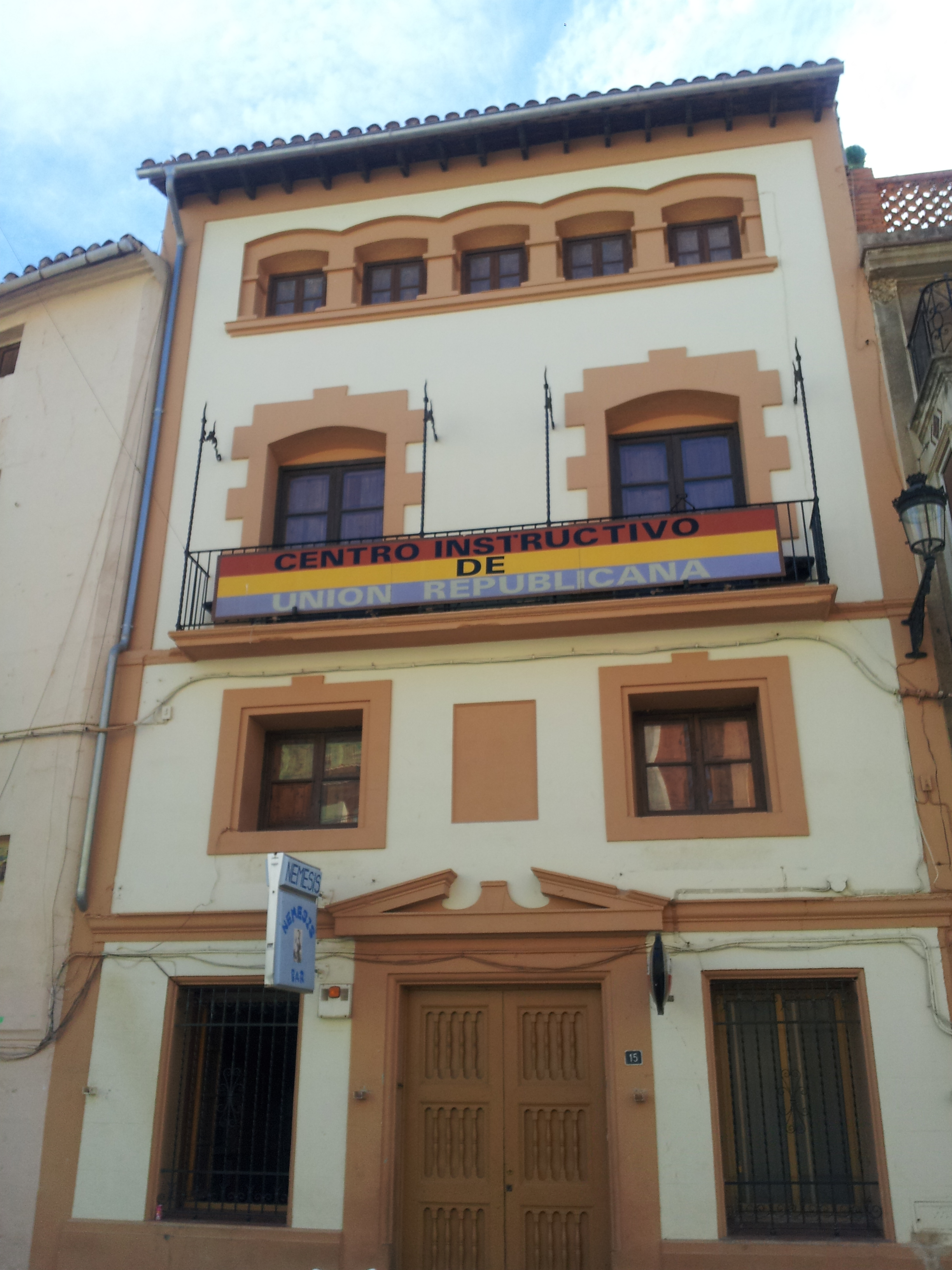
Edificio centro instructivo de Unión República.
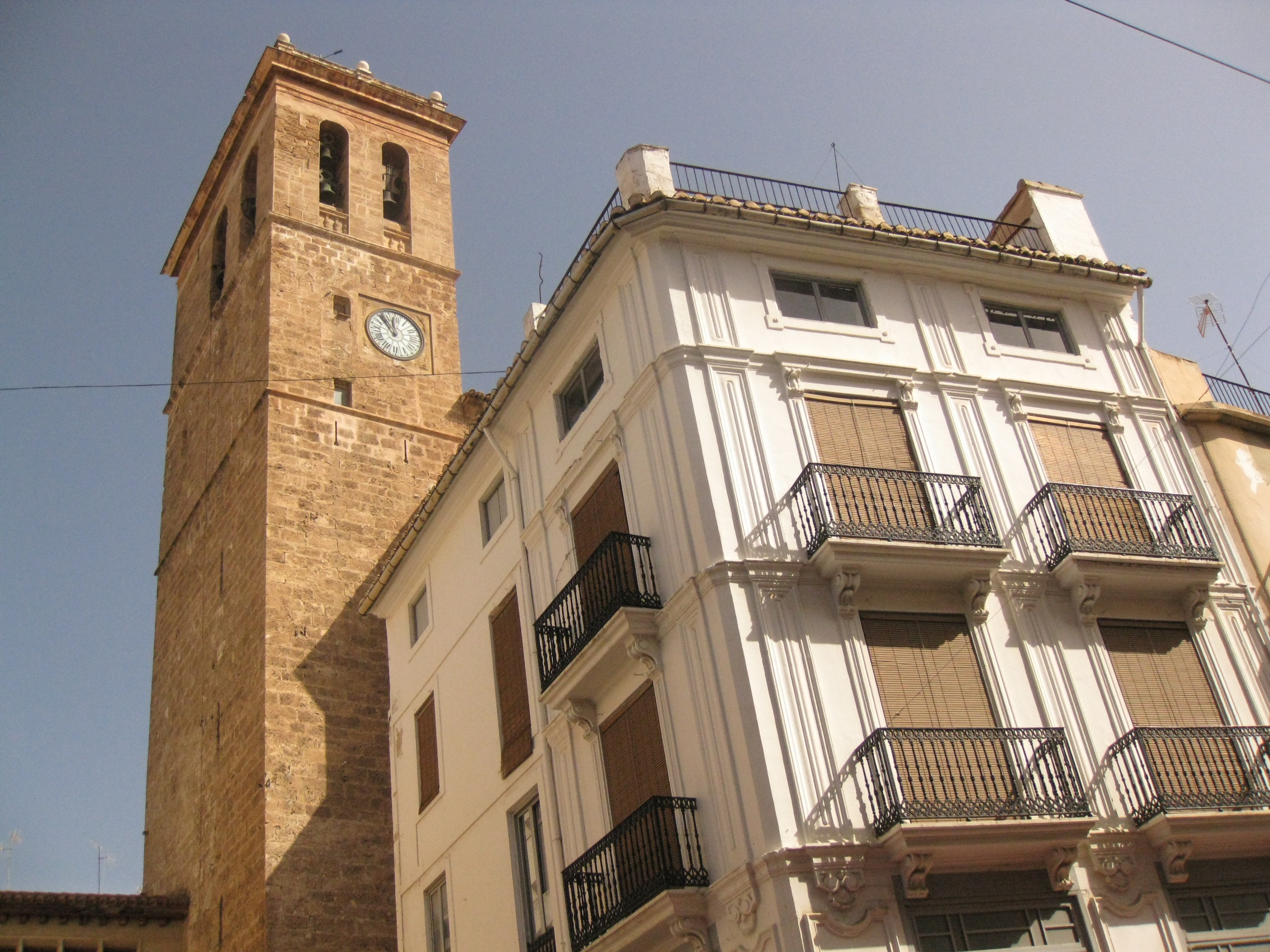
Calle Colón y campanario Catedral.
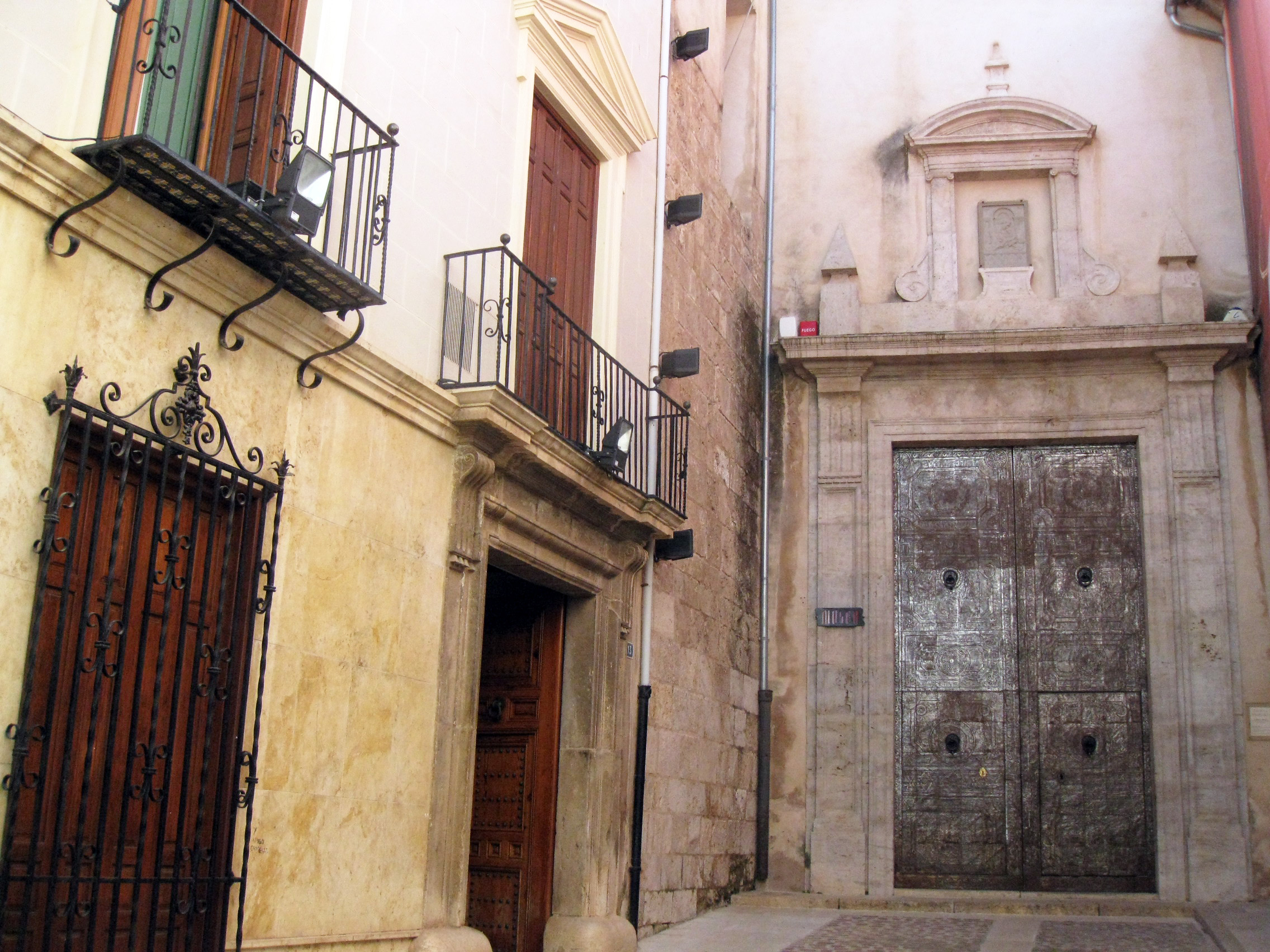
Calle Santa María, entrada al claustro de la catedral.

Se puede distinguir una mayor concentración de arquitectura civil noble en las zonas bajas de ensanchamiento, destacando las calles de Colón y cercanías, Obispo Canubio, Escrich, del Cerezo, Calvo Lucia y Cervantes, así como en las plazas del Agua Limpia, Cueva Santa y Almudín. Algunos edificios además han conseguido mantener sus características pese a las constantes modificaciones que sea producido en los últimos años, así, los edificios de las calles Cervantes, San Antonio y Sopeña, son ejemplo de ello. En el casco más antiguo apenas existen restos de algunas edificaciones en la plaza de Las Almas y en las calles más cercanas al castillo. Los más representativos serían el Ayuntamiento (fue la residencia de los duques de Segorbe y Medinaceli),el Museo Municipal (ubicado en el antiguo juzgado y cárcel) y el Hospital.

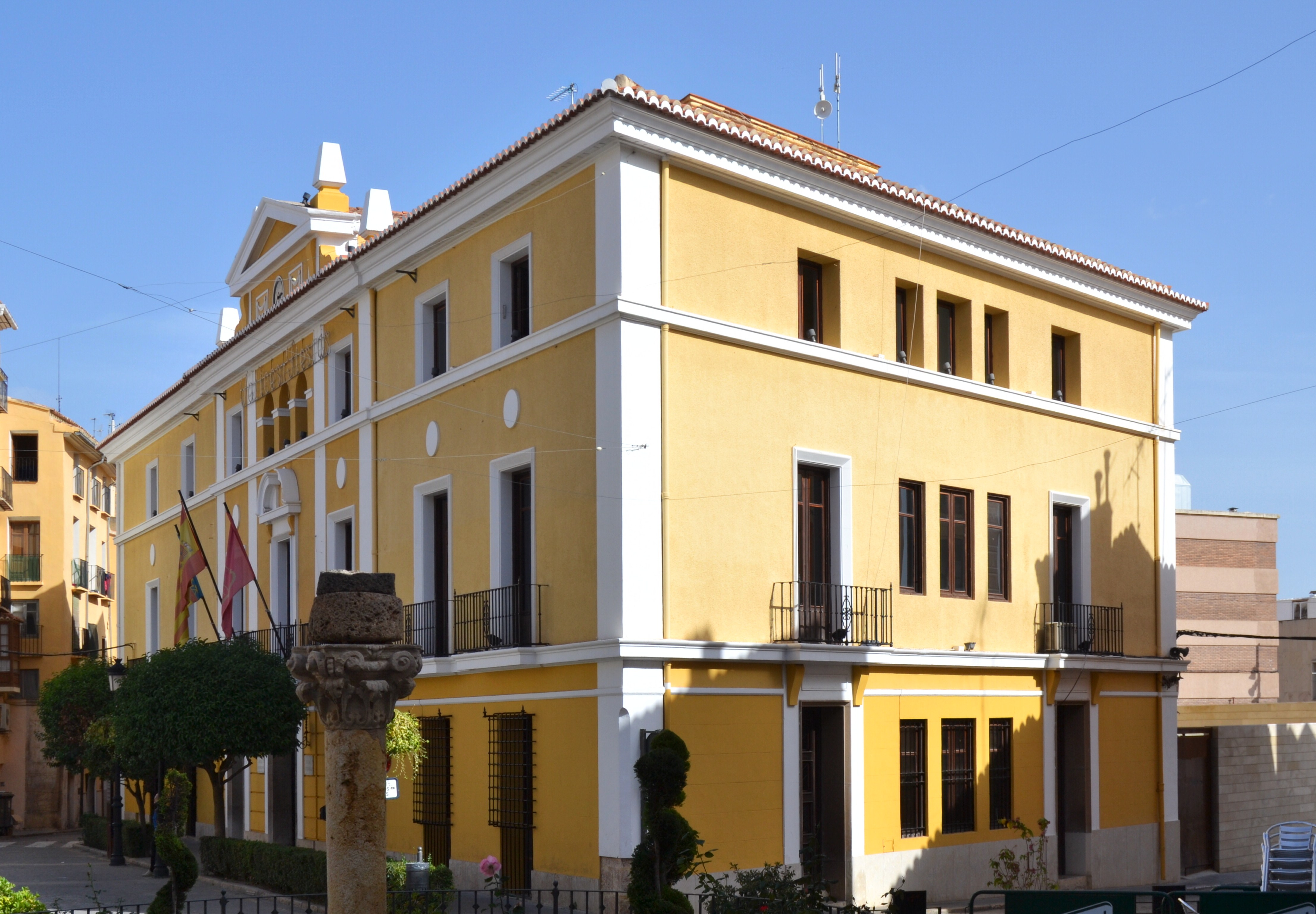
Exterior del Ayuntamiento.
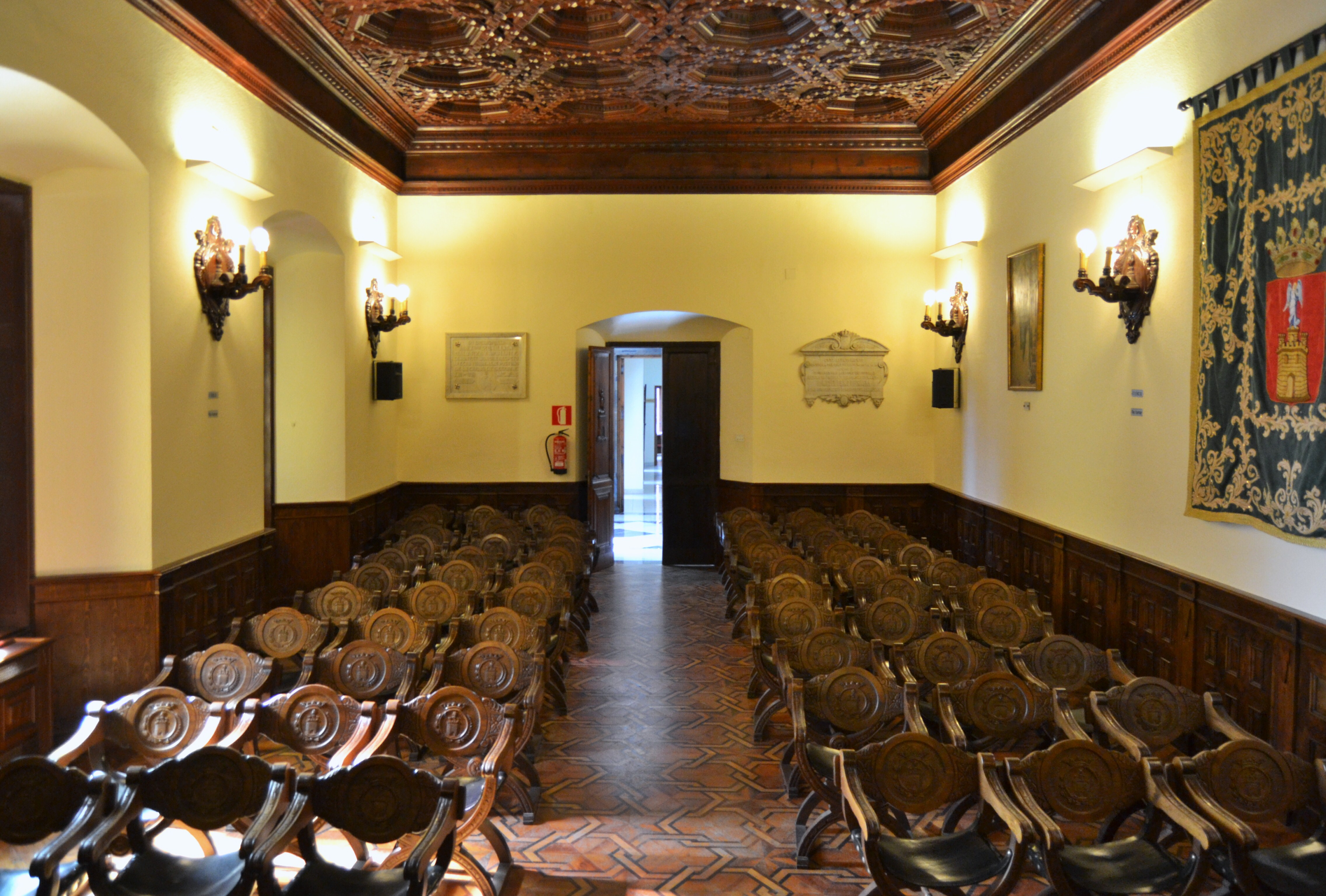
Salón de plenos del Ayuntamiento.
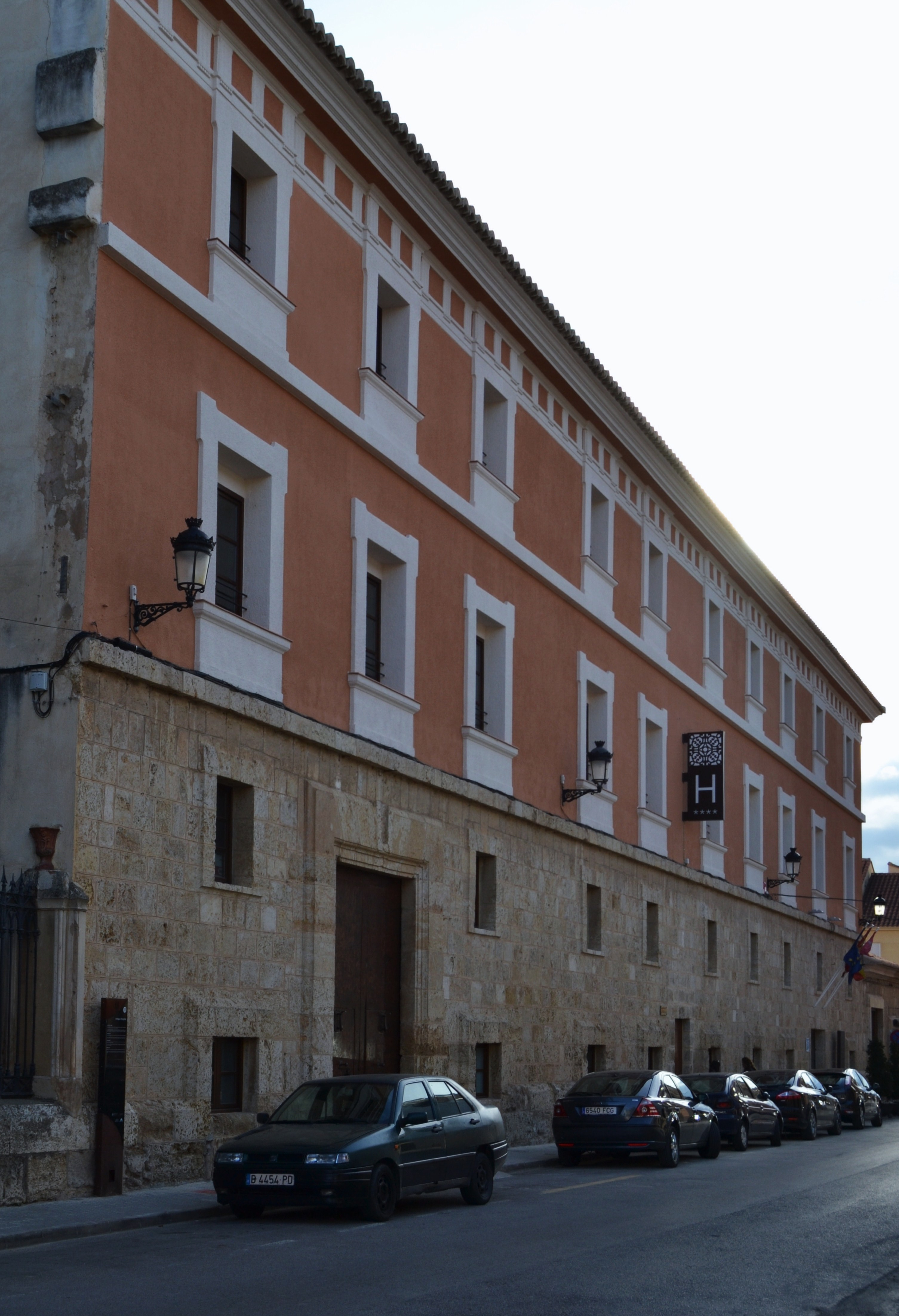
Casa de la Misericordia, exterior.
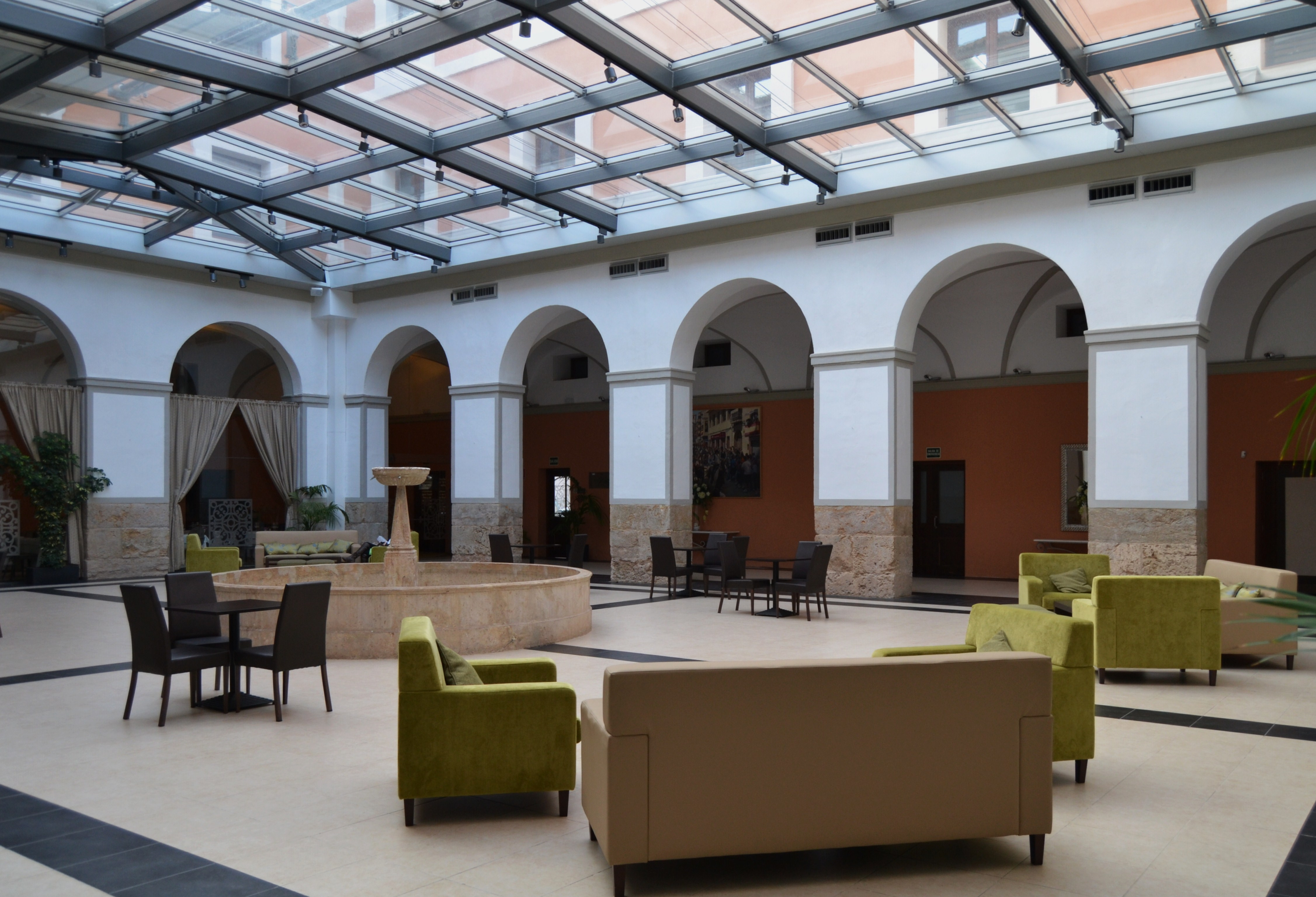
Claustro de la Casa de la Misericordia.
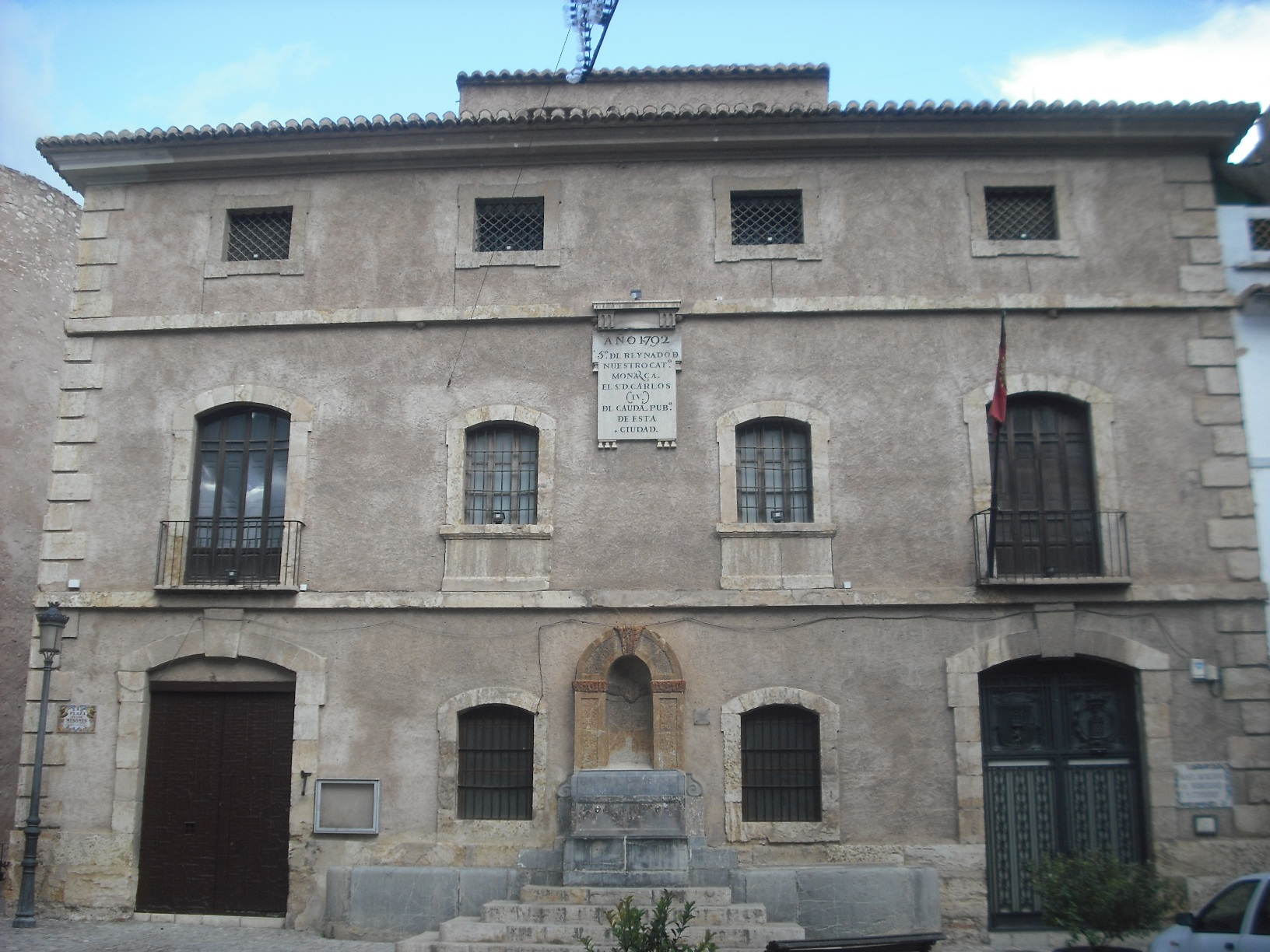
Fachada Museo Municipal.
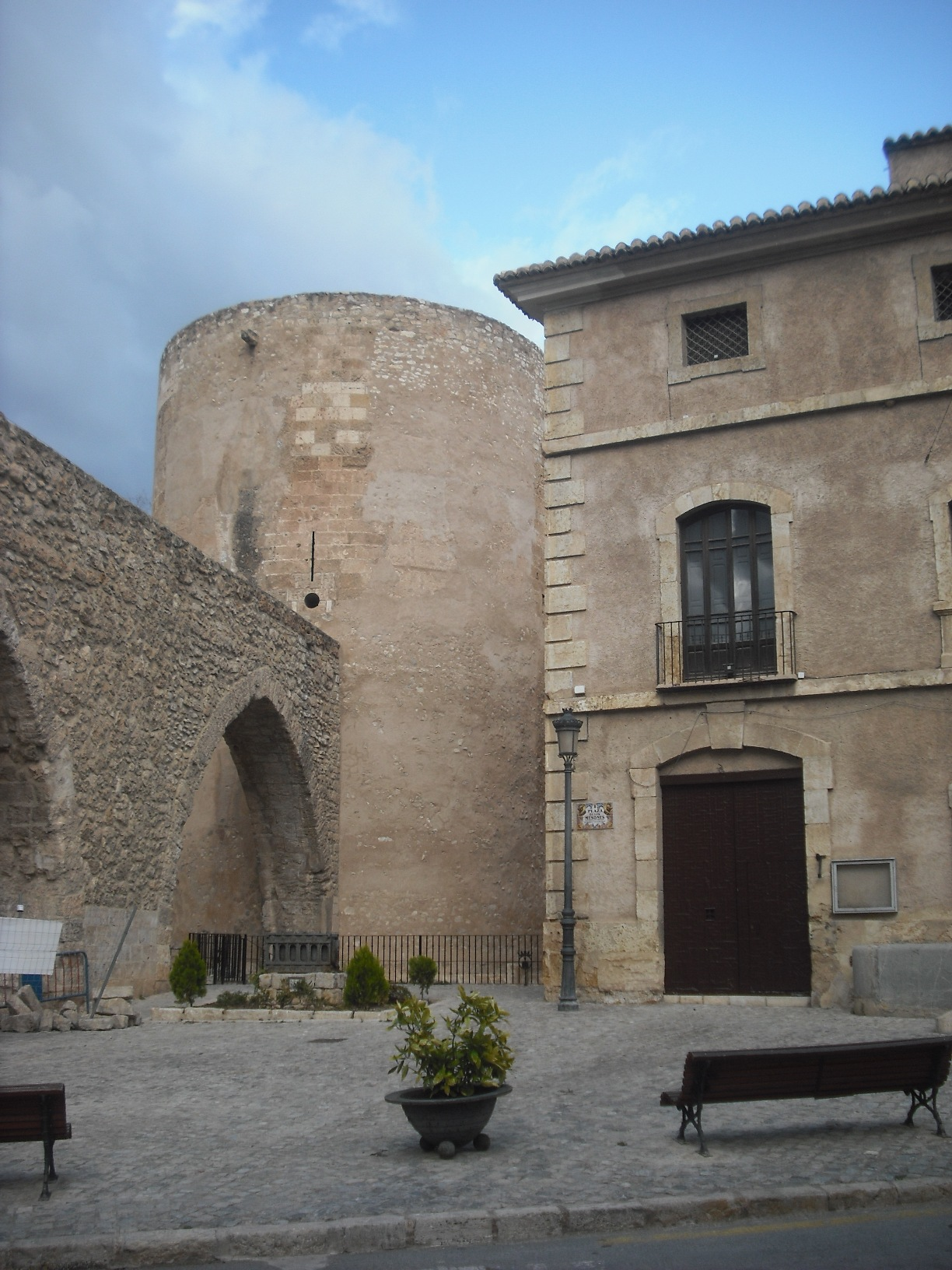
Museo al lado de la torre del verdugo o Botxí.

El actual Ayuntamiento, situado en parte baja de la ciudad, pasó a ser propiedad del Consejo el año 1864 cuando lo compró. El edificio podría datarse en la época de Alfonso de Aragón, segundo duque de Segorbe entre 1522 a 1562.
El Museo Histórico Municipal, que se encuentra extramuros, lleva en su fachada la placa e inscripción de Carlos IV, por lo que se supone se construyó en esa época. Es una edificación neoclásica sobria, con tres plantas marcadas por una sencilla imposta. En su frontis, sobre una fuente de época, se construyó en el siglo XIX un edículo para albergar la estatua de la Justicia. 
La Casa de la Misericordia y Hospital, edificios datados en época del obispo Gómez de Haedo, que mandó su construcción utilizando para ello parte de los materiales del castillo que se estaba desmantelando. En la actualidad es un hotel. Se trata de un edificio rectangular con dependencias distribuidas alrededor de un claustro interior. El arquitecto fue Mauro Minguez, iniciándose las obras el año 1786.
Por su parte se pueden contemplas muy cerca los lavaderos, donde quedaron integrados elementos de un claustro gótico de la cartuja de Vall de Christ, actualmente adaptados en la Glorieta.
Además de los edificios civiles anteriores, podemos destacar un gran número de edificios religiosos que deben su abundancia a ser Segorbe sede episcopal. 

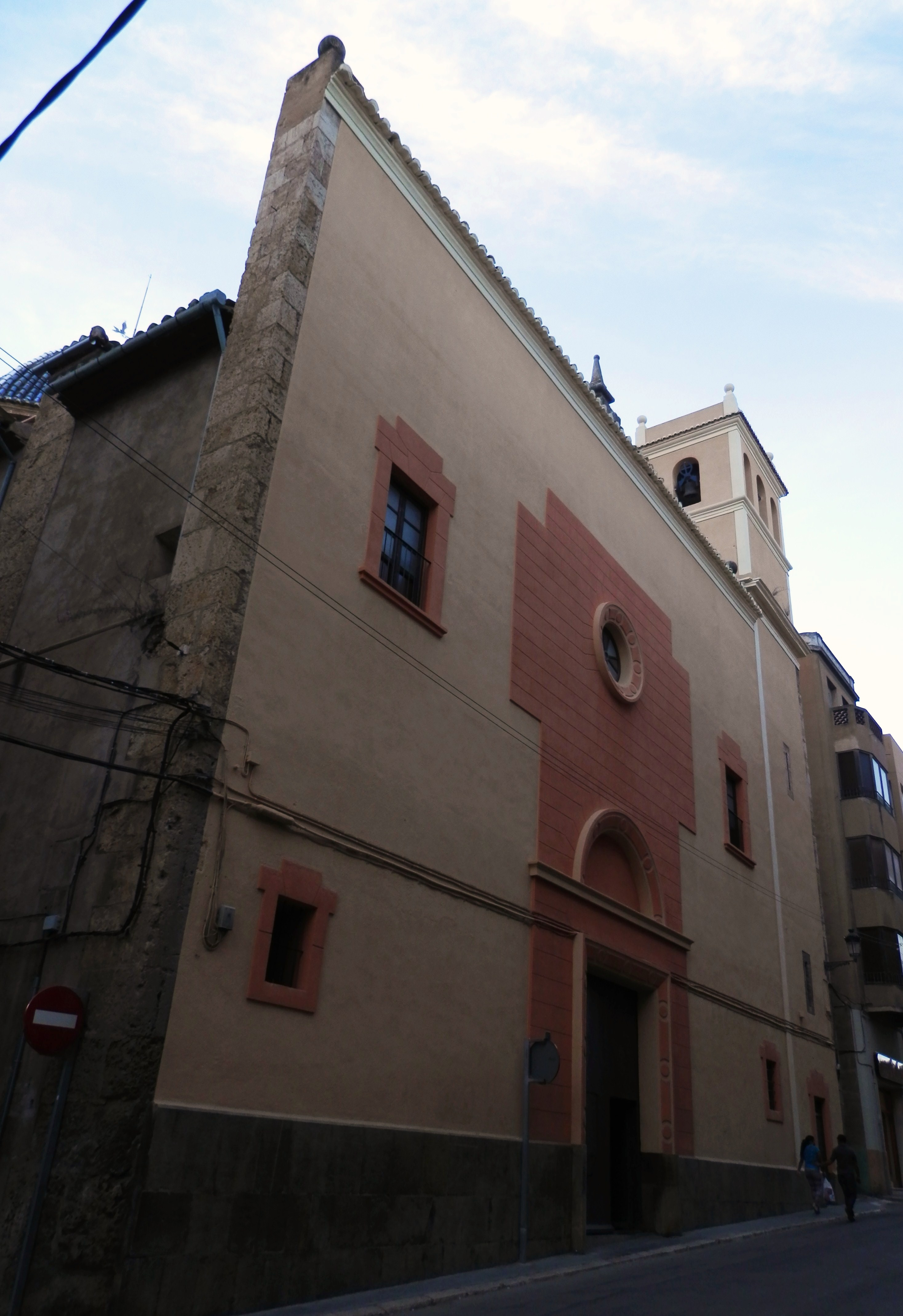
Iglesia de Santa María.
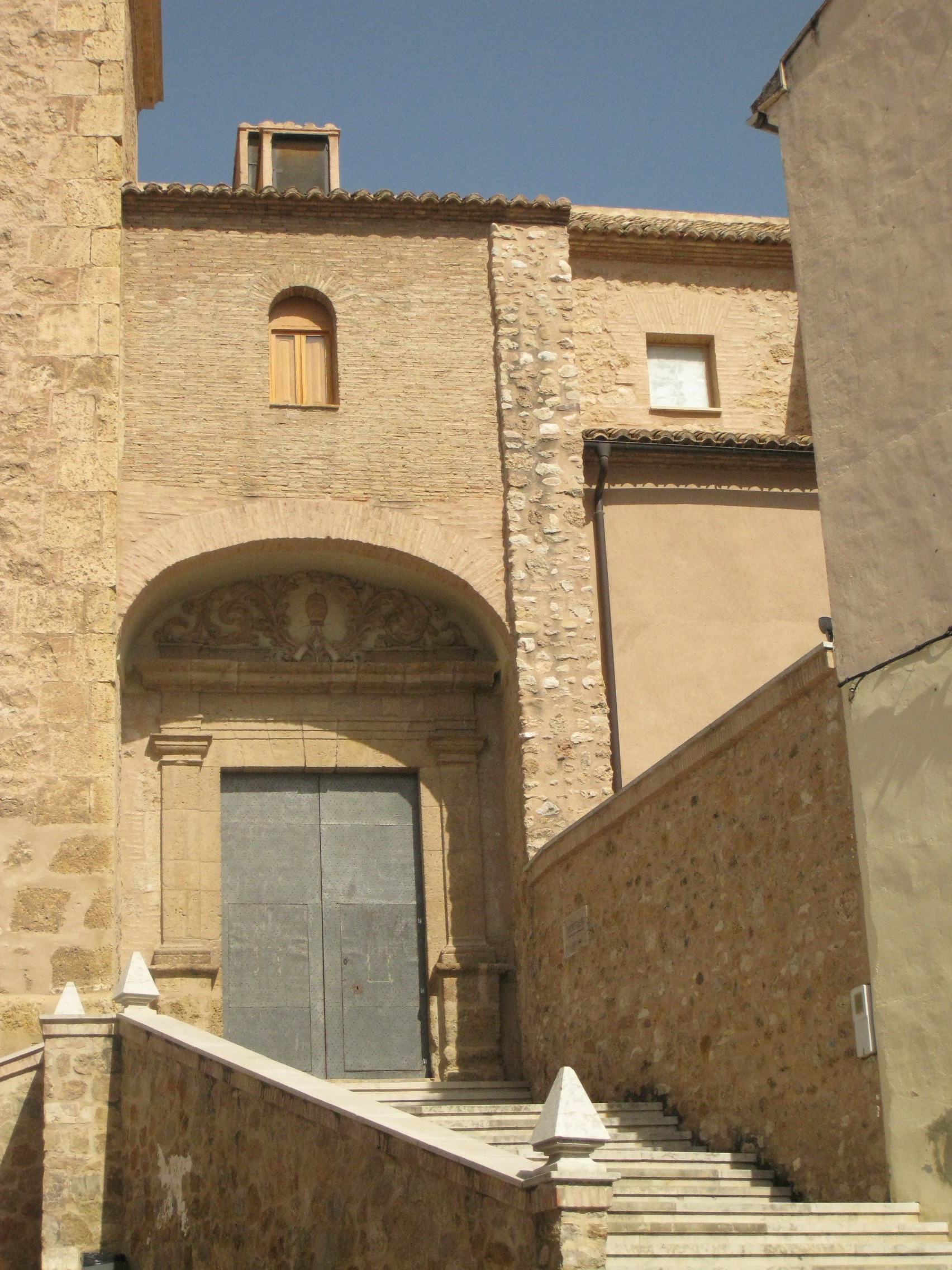
Iglesia de San Joaquín y Santa Ana.
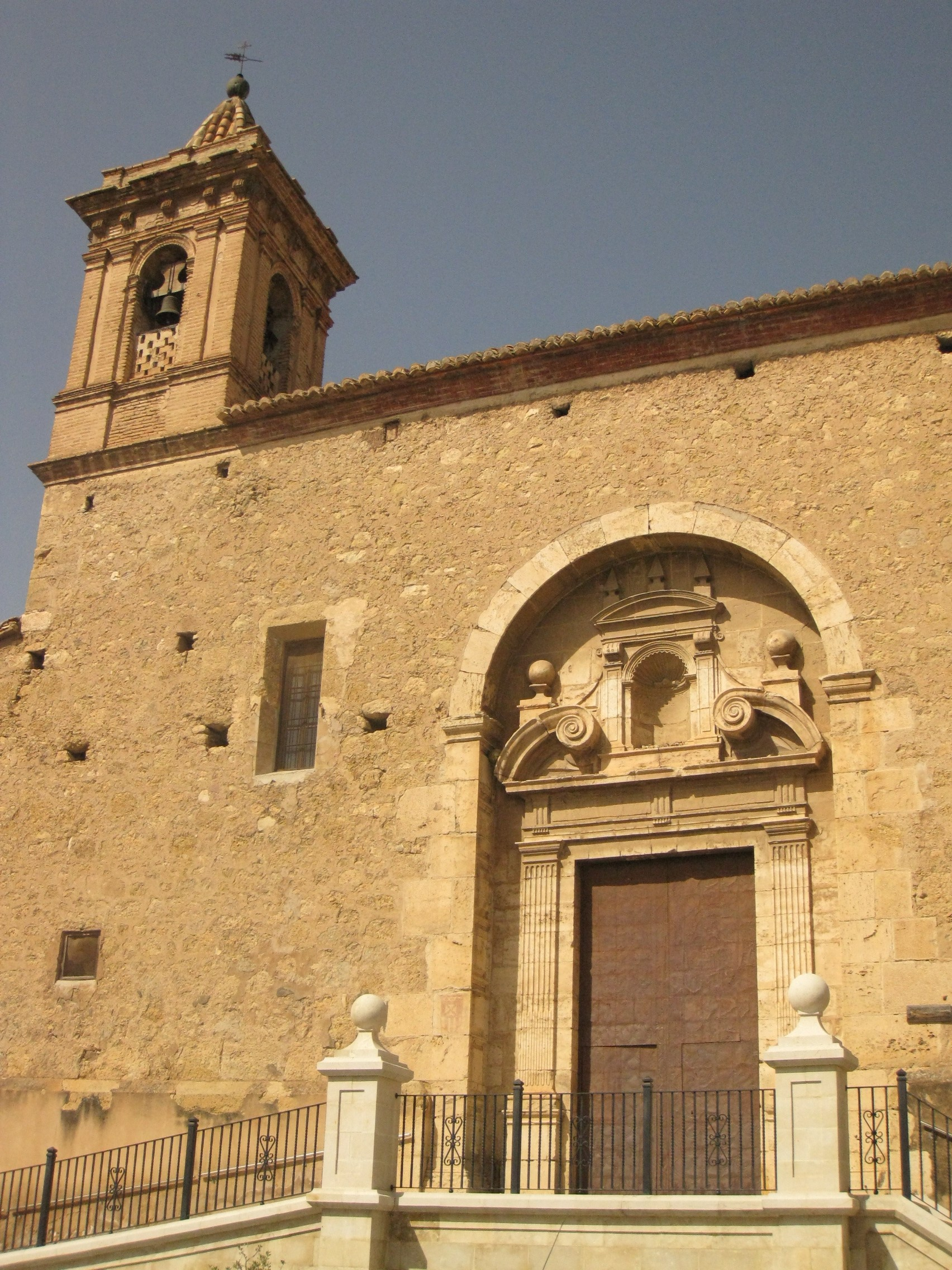
Iglesia de San Martín.
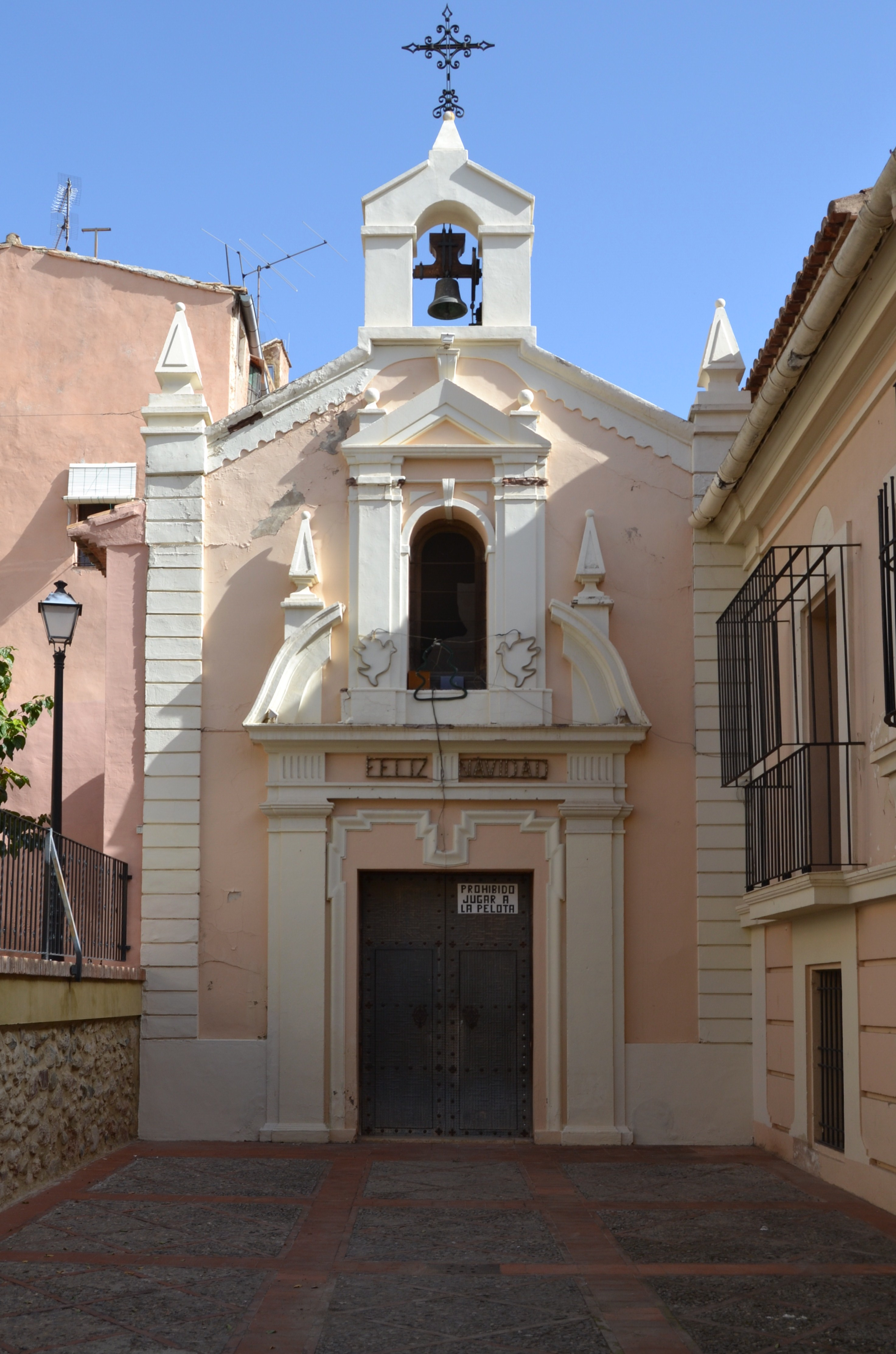
Iglesia de San Pedro.
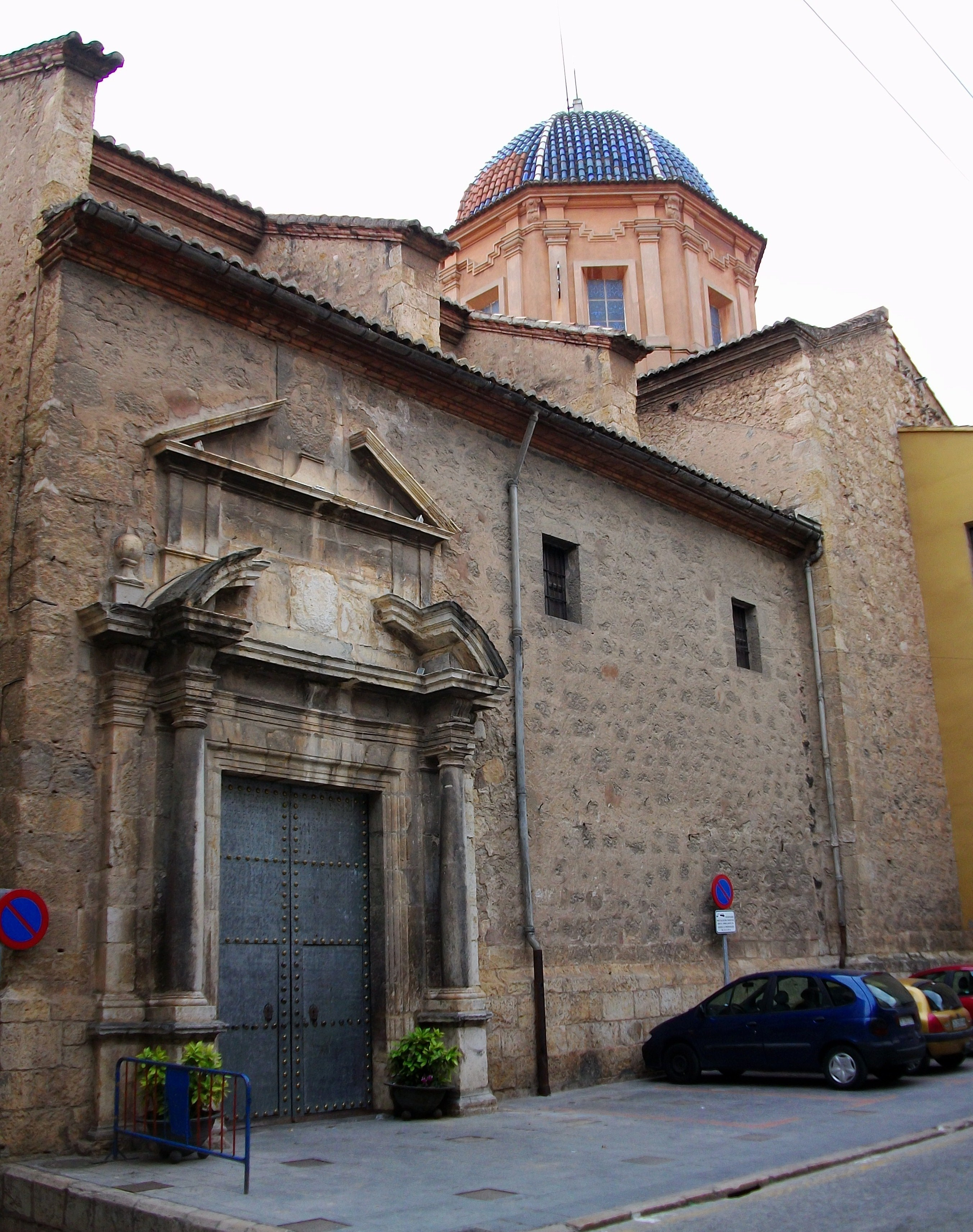
Iglesia del Seminario.
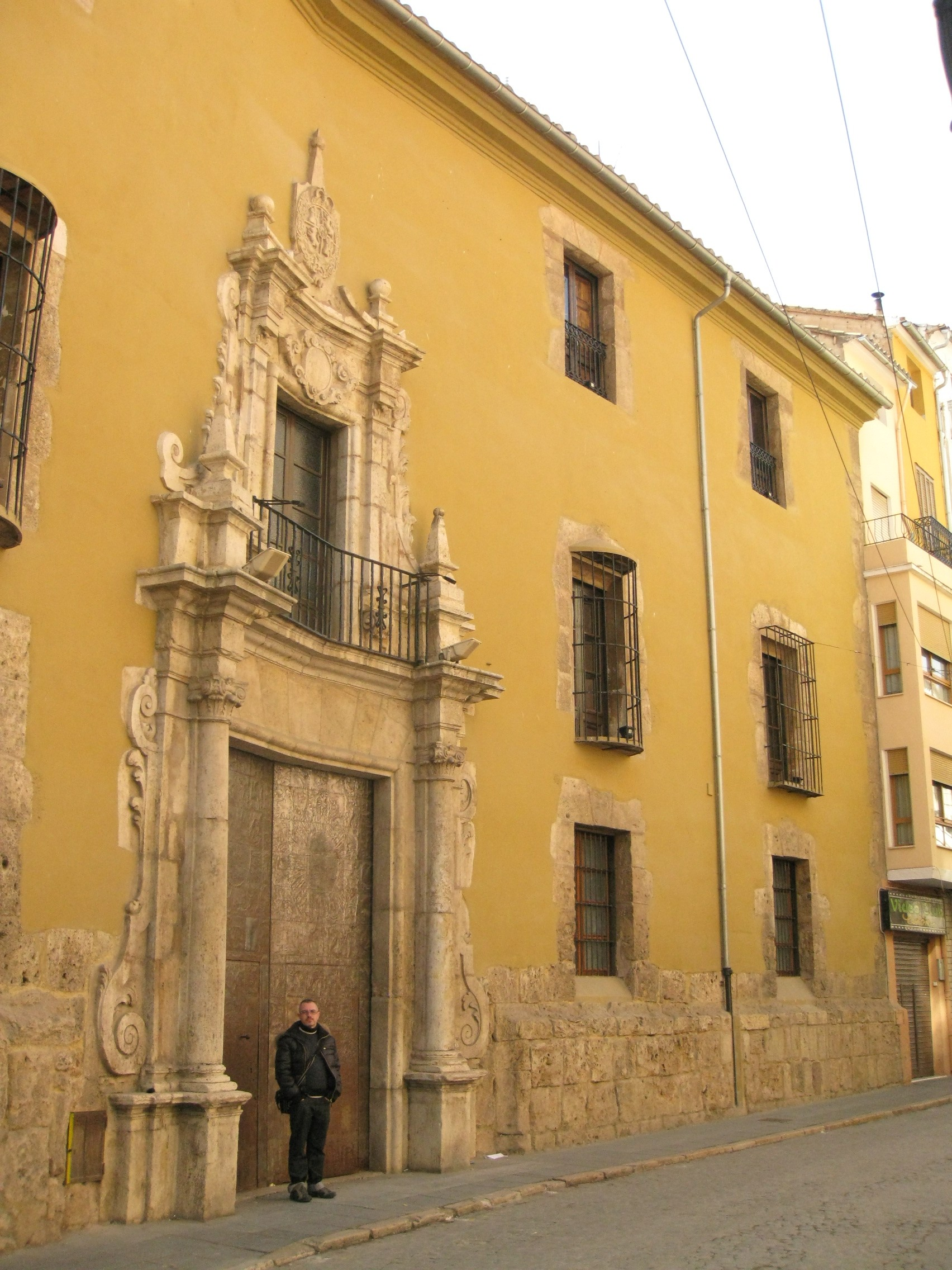
Fachada del seminario.
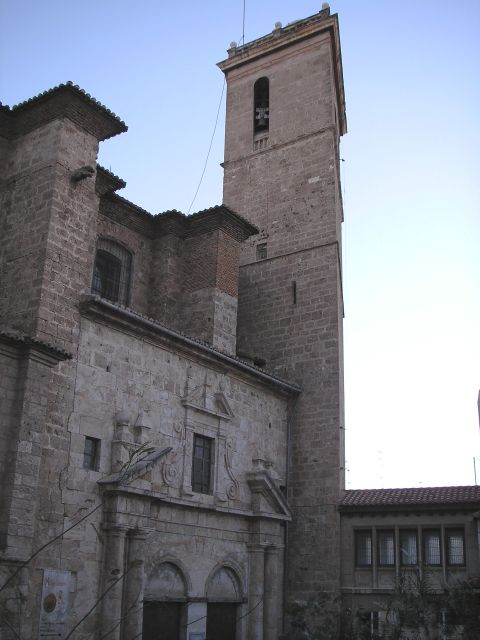
Catedral

La catedral se construyó intramuros, adosada en parte a las murallas, a partir de la repoblación cristiana en tiempos de Jaime I. Del edificio original que data del siglo XIII no queda nada, contemplándose actualmente la construcción iniciada en siglo XIV que se terminó en el siglo XV.
La iglesia de San Pedro fue edificada a mediados del siglo XIII, tras grandes transformaciones apenas queda nada de su carácter mudéjar. Era de techumbre de madera en vertiente a dos aguas sobre arcos fajones.
El convento de Agustinas se alza en el antiguo Beaterio de San Martín, fundación del Obispo Pedro Ginés Casanova. Las obras se iniciaron en 1620 y destaca el templo como ejemplo de clasicismo prebarroco con una buena portada, así como por su colección de retablos y pinturas.
La iglesia de los dominicos, de planta de cruz latina, con cúpula y galerías superiores. La decoración es barroca. 
En 1635, con el patrocinio del fundador del mismo, Pedro Miralles, que murió antes de acabar la obra, se inició la construcción del conjunto del colegio y templo de los jesuitas. El acceso se realiza a través de una portada adintelada, flanqueada por columnas corintias y ático enmarcando el gran balcón principal. La del templo lleva columnas jónicas con retropilastras y escudo en el templo partido y curvado. De planta de cruz latina, lleva galerías sobre capillas laterales. Lo domina una gran cúpula, con luz propia en el tambor y talla barroca. Las bóvedas son de lunetos, excepto en el presbiterio que es de medio cañón con casetones.
Cuando en 1771 se produje la supresión de los jesuitas, Carlos III lo cedió al obispo Alonso Cano para su uso como seminario.
La iglesia de Santa Ana, lo único restante del convento de los padres Mercedarios, es un ejemplo de arquitectura barroca. Es de una sola nave, sin crucero, con capillas entre contrafuertes, pilastras, capiteles compuestos y rica talla en estuco con abundancia de elementos ornamentales de modillones, fantásticas hojas, rosetas, querubes y tenantes
a los lados de los ventanales llevando cestillos de frutas sobre la cabeza.
Del  castillo quedan escasos restos, destacando la torre de la Estrella. Del recinto amurallado perviven algunos lienzos de muros, puertas y torreones, de piedra y mampostería, de considerable grosor y altura en algunas zonas. Los restos parecen corresponder a mediados del siglo XIV. Lo más notable son las dos torres que se conservan, Cárcel y Botxí, y las puertas la Cárcel y la Verónica, de configuración también medieval. Respecto a la transformación del acueducto, presenta grandes arcos góticos que le unen a la torre del Botxí y desde allí conducen el agua sobre la muralla misma en la zona de la calle del Argén hacia el interior de la ciudad.

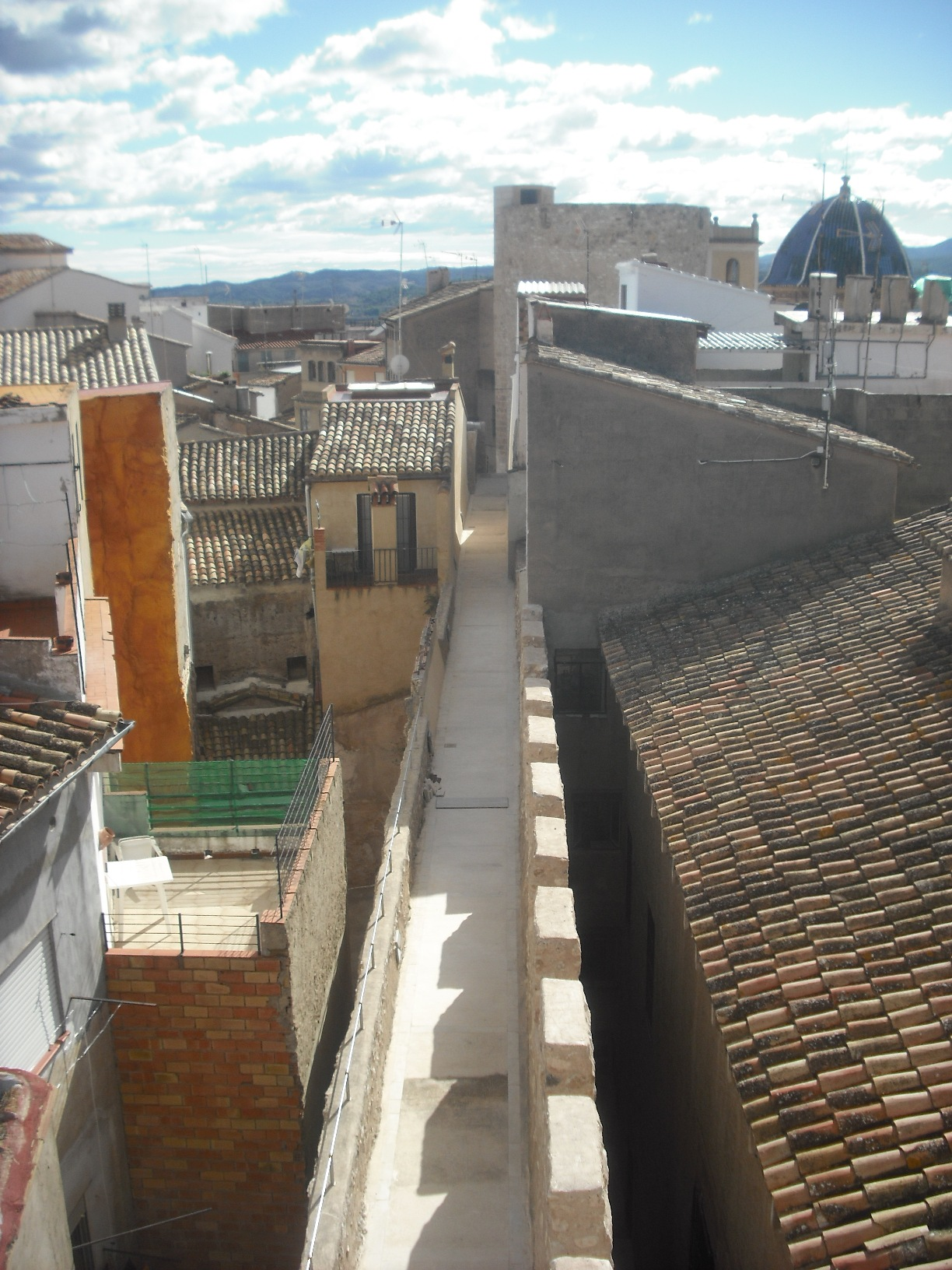
Acueducto
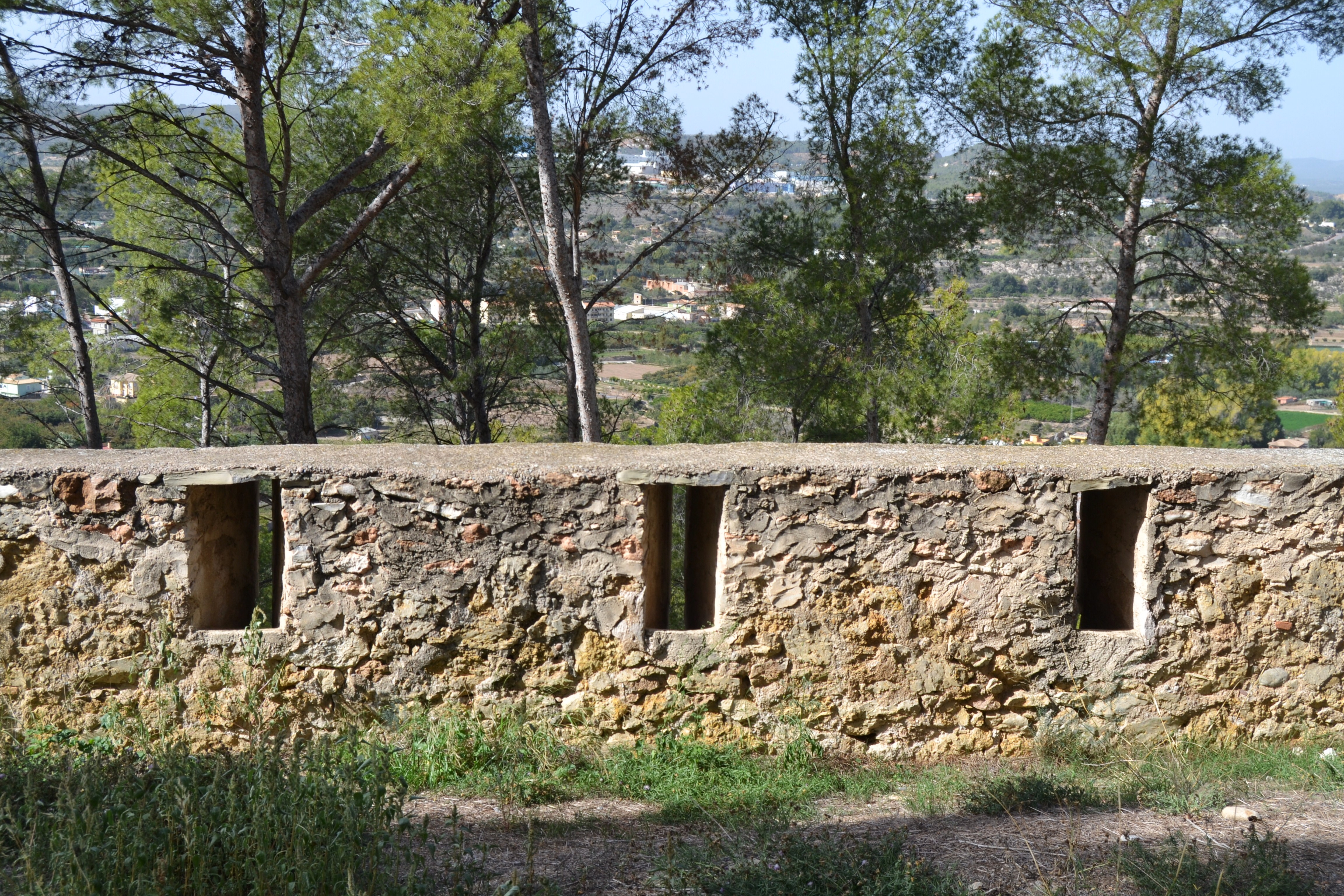
Espilleras del Castillo
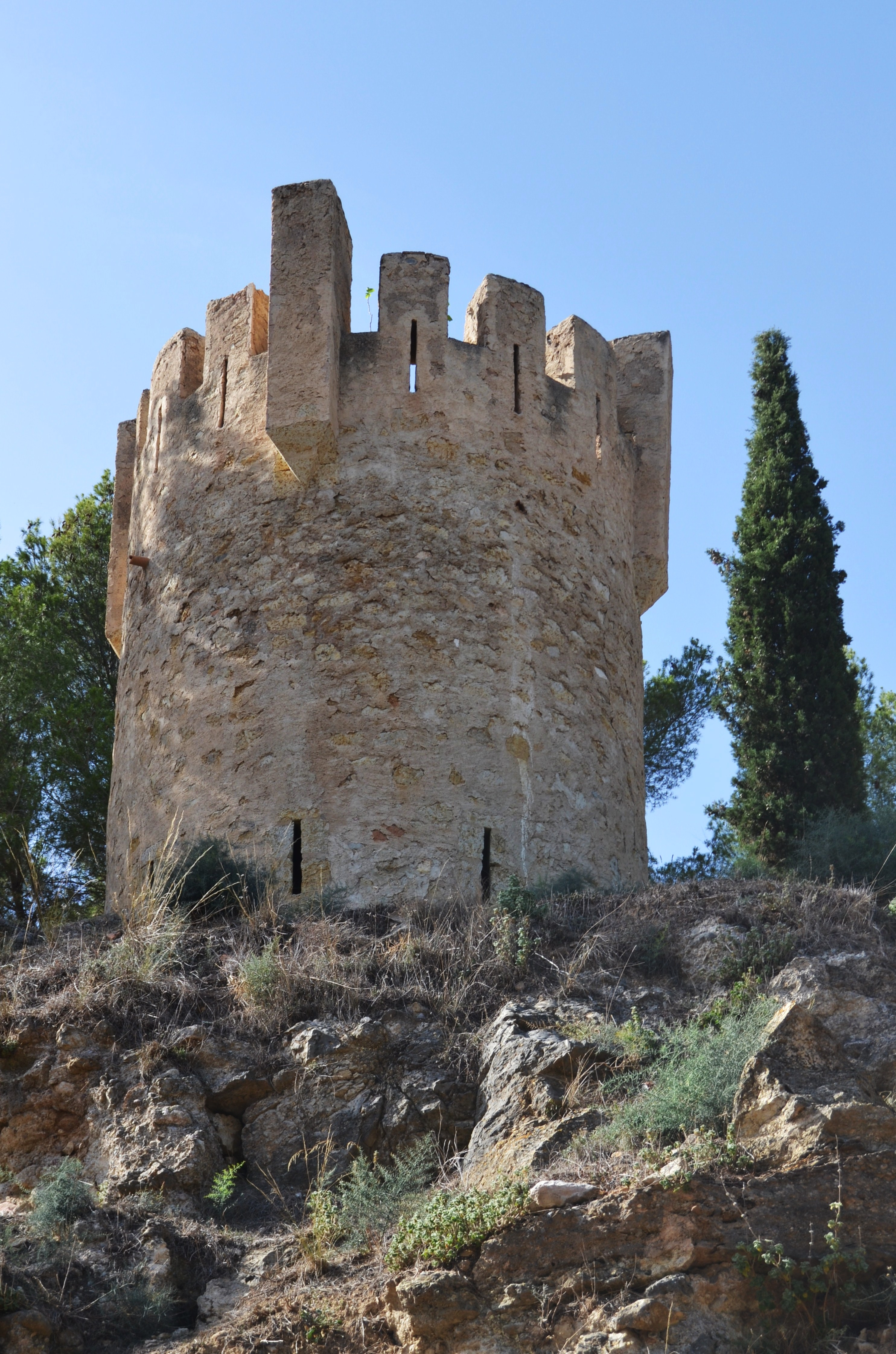
Torre de la Estrella, Castillo
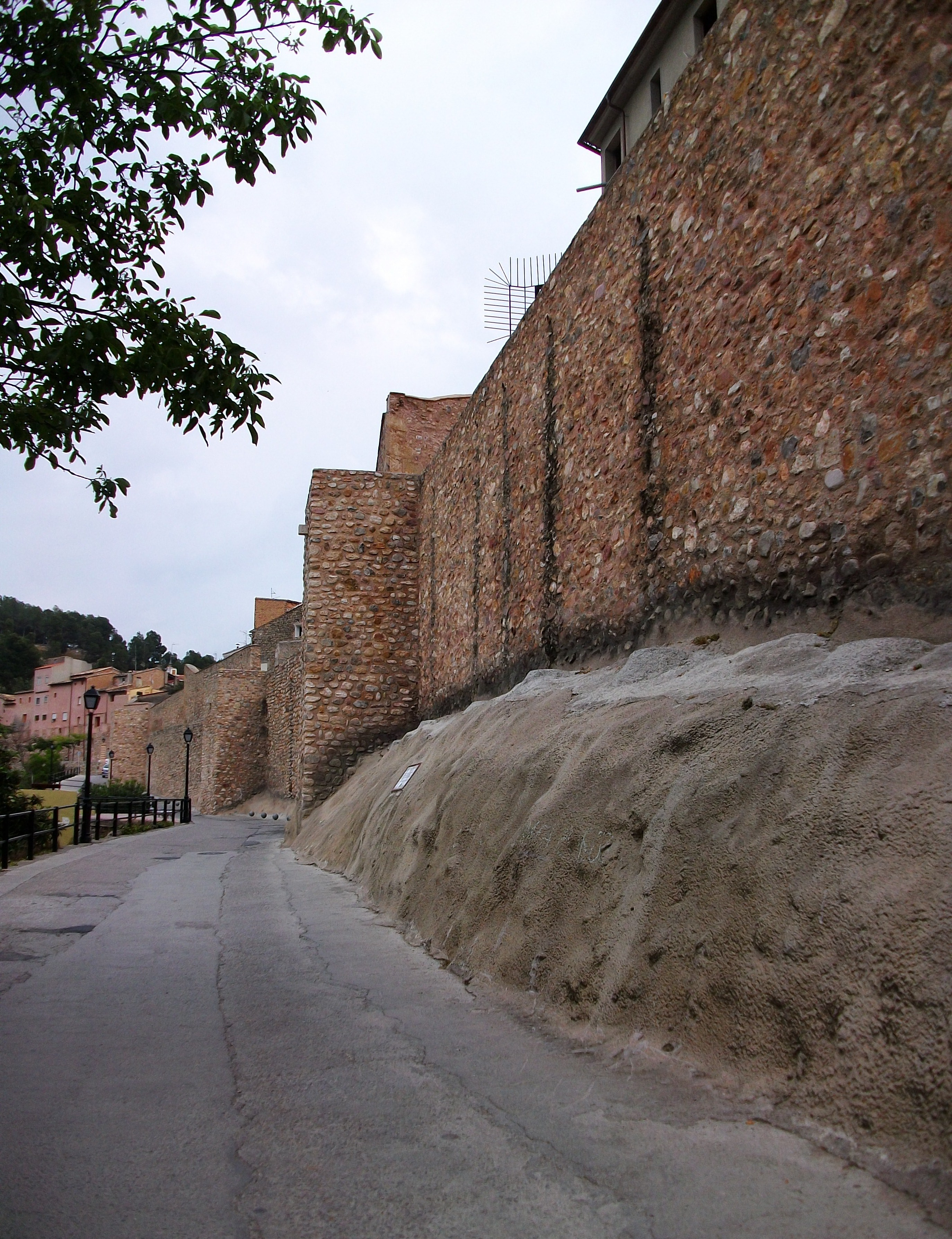
Murallas en calle Argén
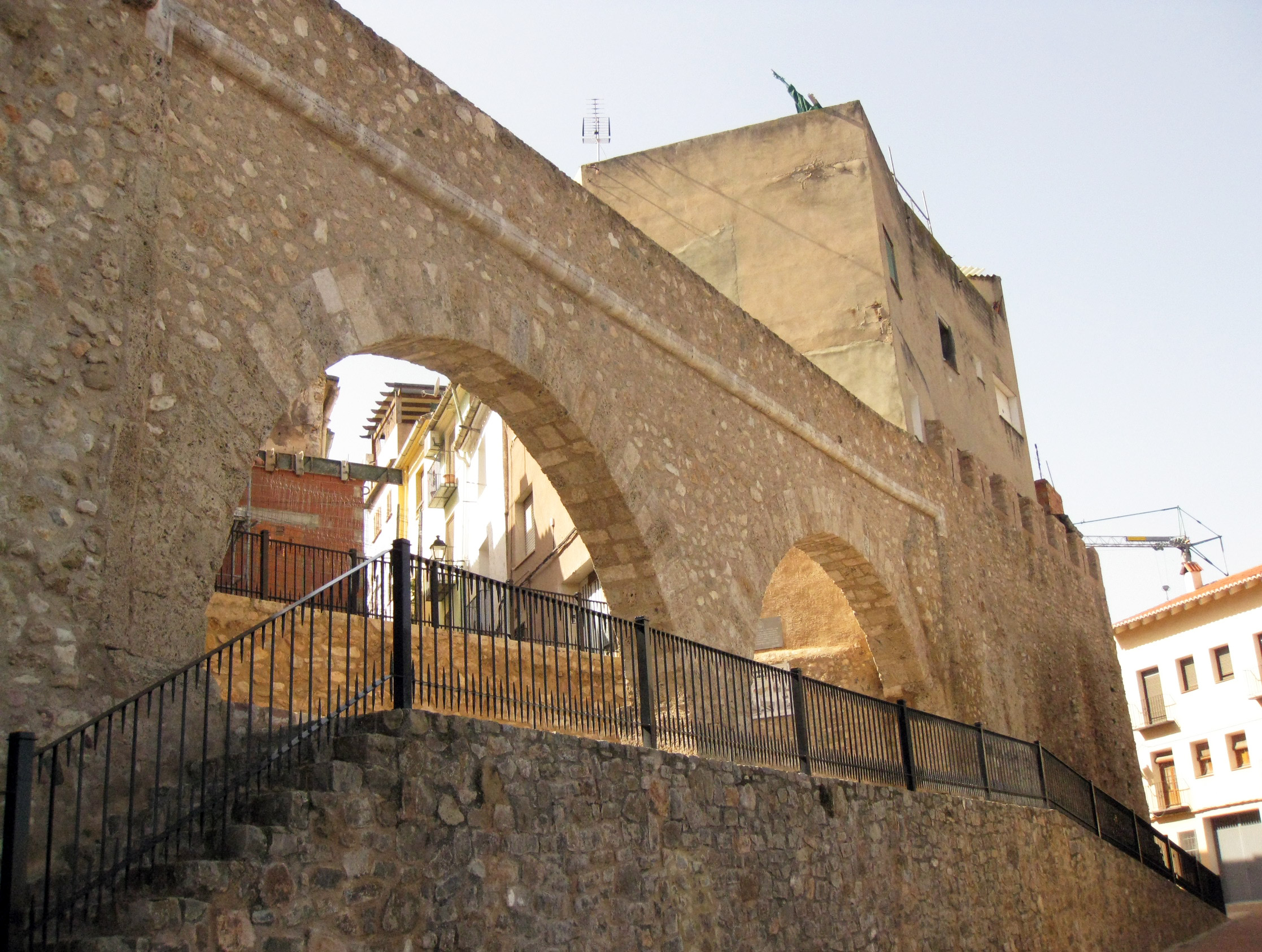
Portal en la calle Argén
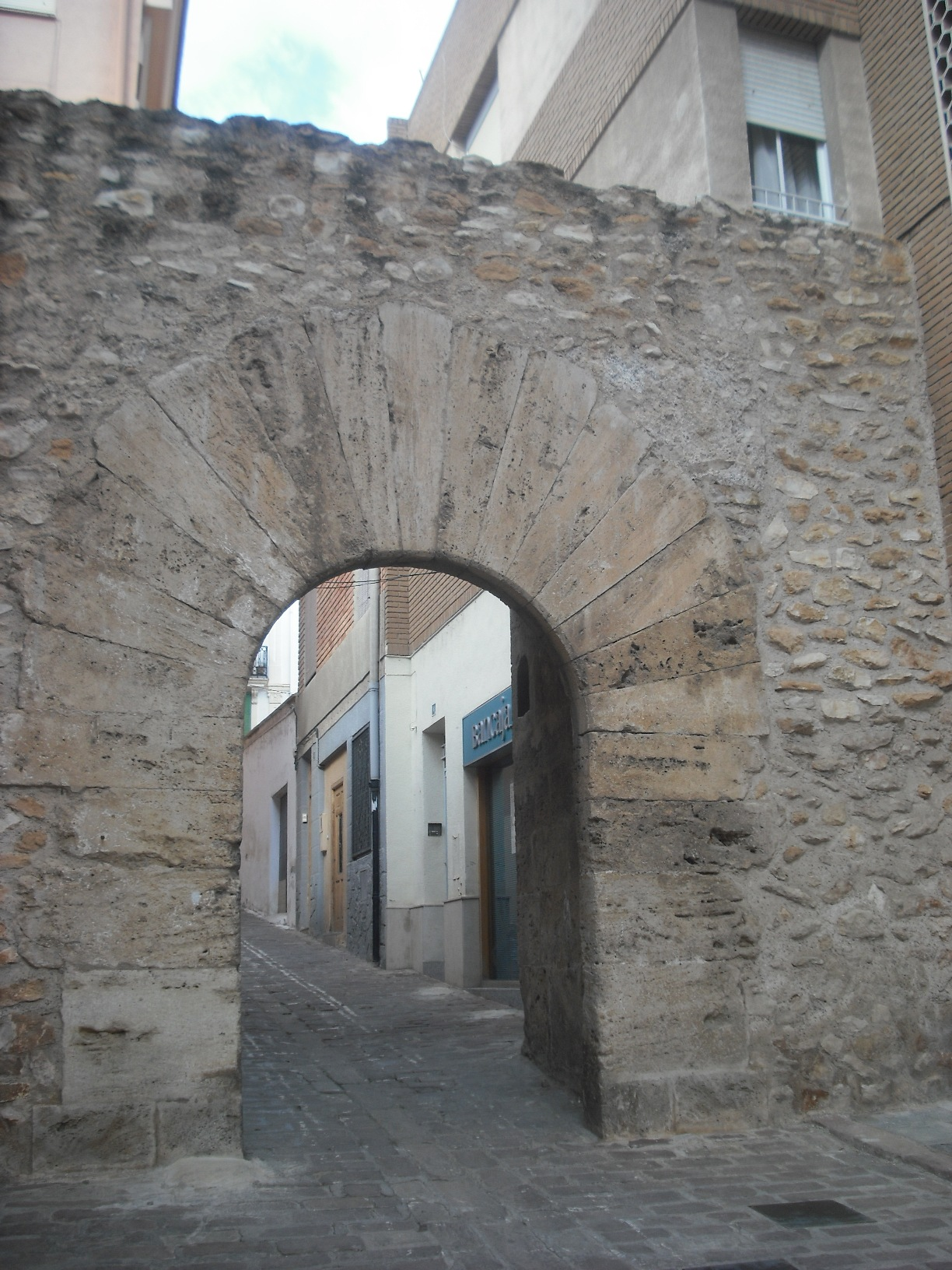
Puerta de la Verónica
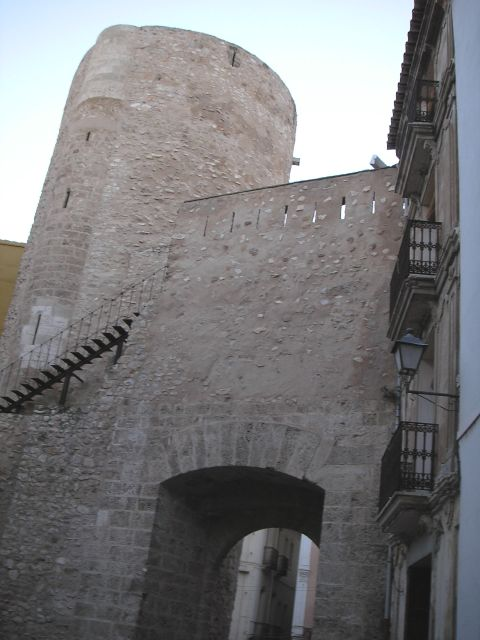
Torre de la Cárcel
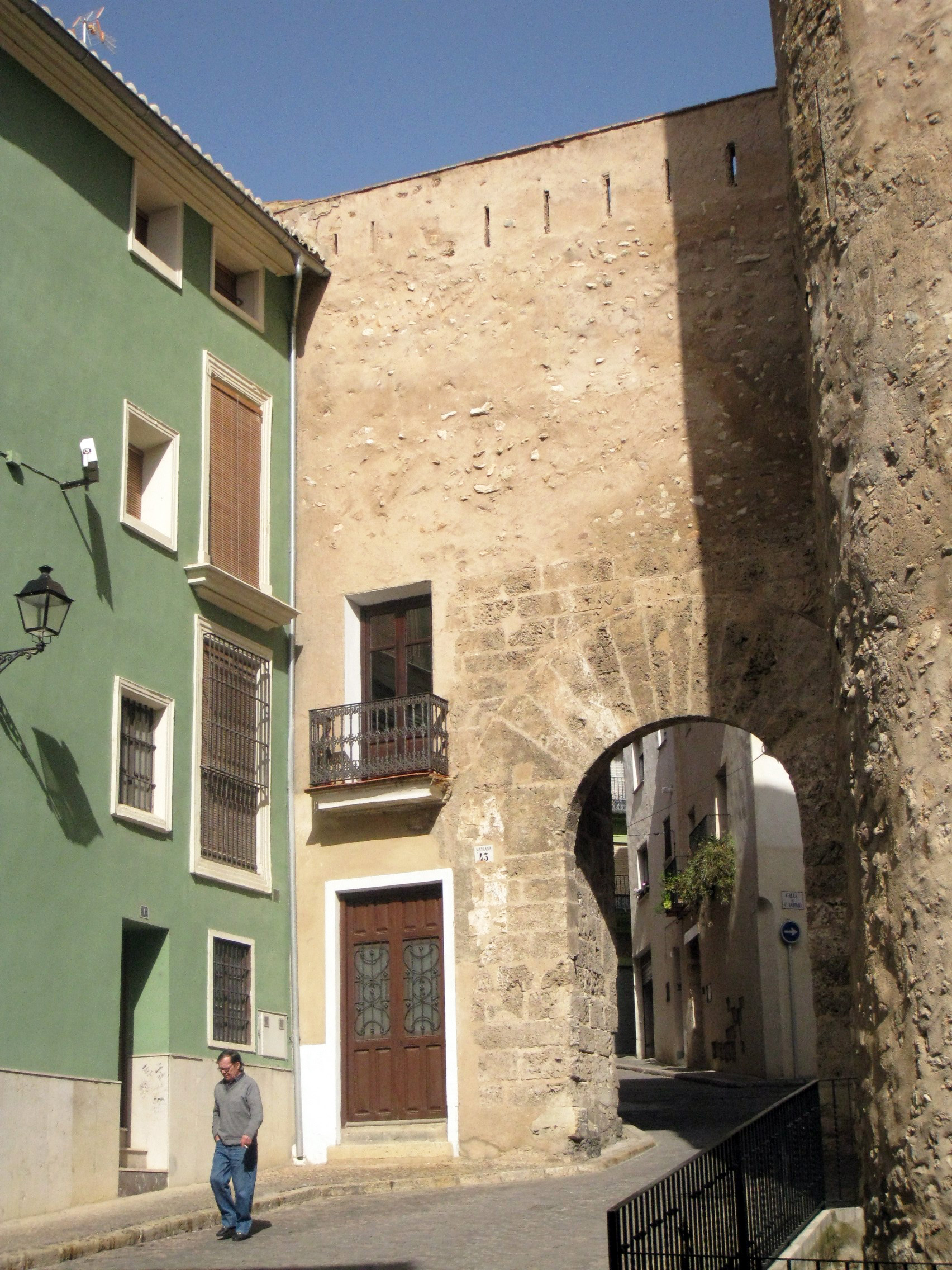
Portal de Teruel
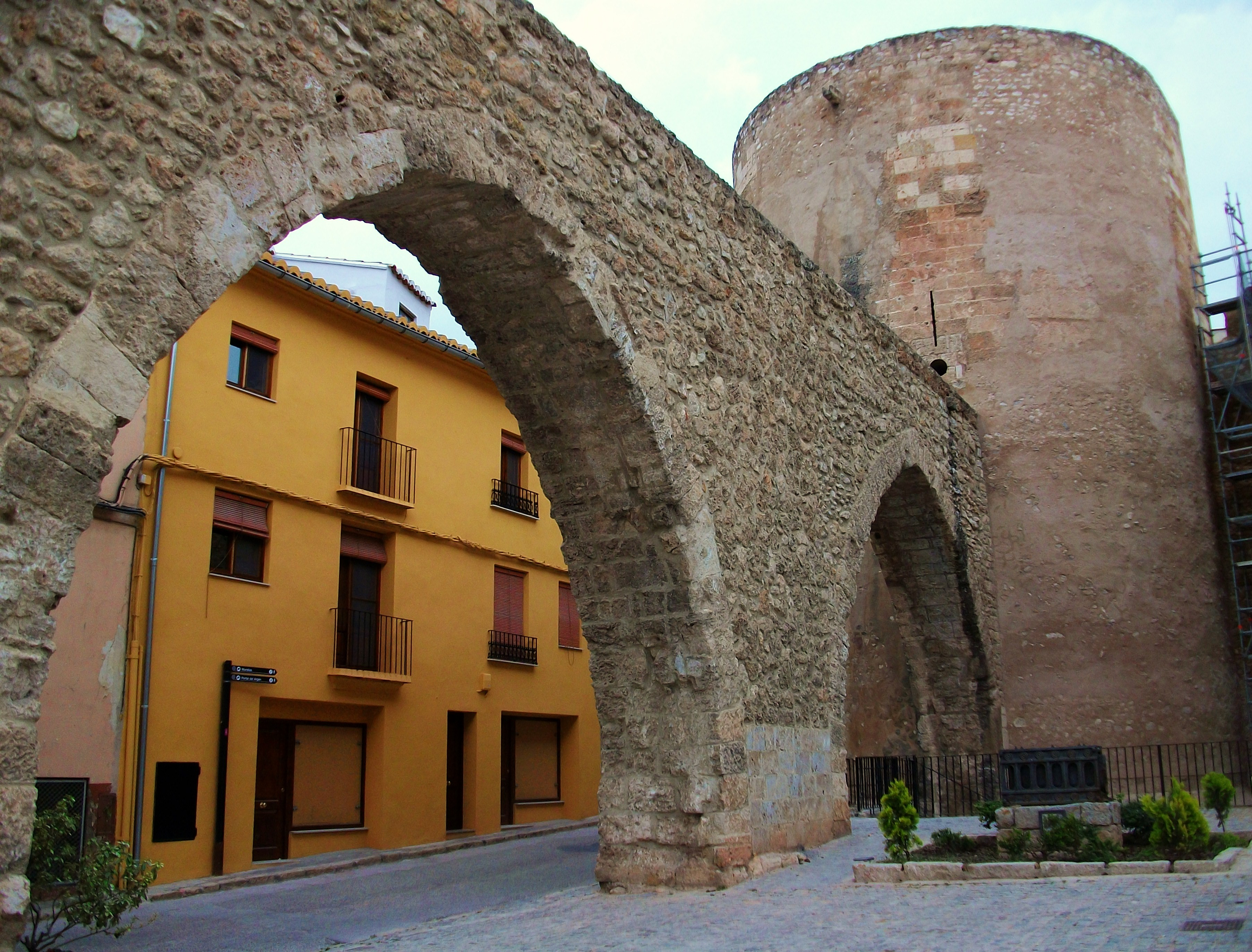
Torre del Botxí y acueducto